# ビーレフェルト・シュタットバーン
ビーレフェルト・シュタットバーン（ドイツ語: Bielefeld Stadtbahn）は、ドイツ・ノルトライン＝ヴェストファーレン州のビーレフェルト市に存在するシュタットバーン（地下鉄、ライトレール）。従来の路面電車を高規格化する形で1991年から営業運転を開始し、2020年現在ビーレフェルト市内を中心に放射状に延びる6系統が存在する。

## 歴史

### ビーレフェルト市電時代

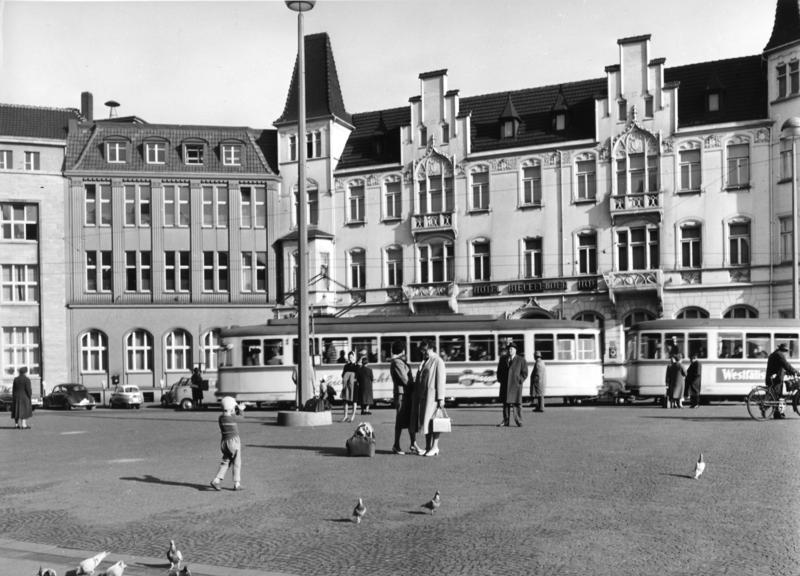
デュワグカー（T4形＋B4形）（1961年撮影）

ビーレフェルトの街に市内電車（Bielefelder Straßenbahn）が登場したのは1900年12月20日の事で、当初の路線はRettungshaus - Brackwede-Dorf間、12両の電動車と8両の付随車により30分間隔のダイヤが設定されていた。翌1901年5月23日は路線延長、車両増備、列車の増発が実施され、以降も更に規模の拡大が続いた。1912年の段階で総延長は15.05kmとなり、第一次世界大戦の勃発に伴う延伸計画の中断があったものの1928年には3路線を有する路線網となった。一方、1920年代の経済危機の影響による路線建設計画の中断という事態も生じ、この区間には1925年10月15日以降路線バスが運行される事となった。
以降も路線拡張に加え車両の大型化、路線の複線化などの近代化が実施されたが、第二次世界大戦の勃発はビーレフェルト市電にも大きな影響を与え、1945年3月31日の空襲により甚大な被害を受けた結果全線で運行を休止するまでに至った。終戦後の6月28日には一部区間で営業運転を再開したが、使用可能であった車両は電動車20両と付随車30両のみであり、バスによる代行運転が実施された。それ以降は車両や施設の戦災復旧作業が続き、戦前の状態に戻ったのは1950年であった。
その後は再び路線の拡張が始まり、バスとの連携も踏まえた延長計画も遂行された。また乗客増加に対応するべく1951年に従来の二軸車2両の間に台車がないフローティング車体を挟んだ3車体連接車が製造されたが電動機の出力不足が問題視され、本格的な連接車は1956年以降導入されたデュワグ製の2車体（GT6形）・3車体（GT8形）連接車（デュワグカー）となった。またそれ以前の1954年にもデュワグ製のボギー車（T4形、B4形）の導入が行われたが、うち電動車であるT4形については1962年に付随車のB4形への改造・編入が実施された。

### シュタットバーン化への過程

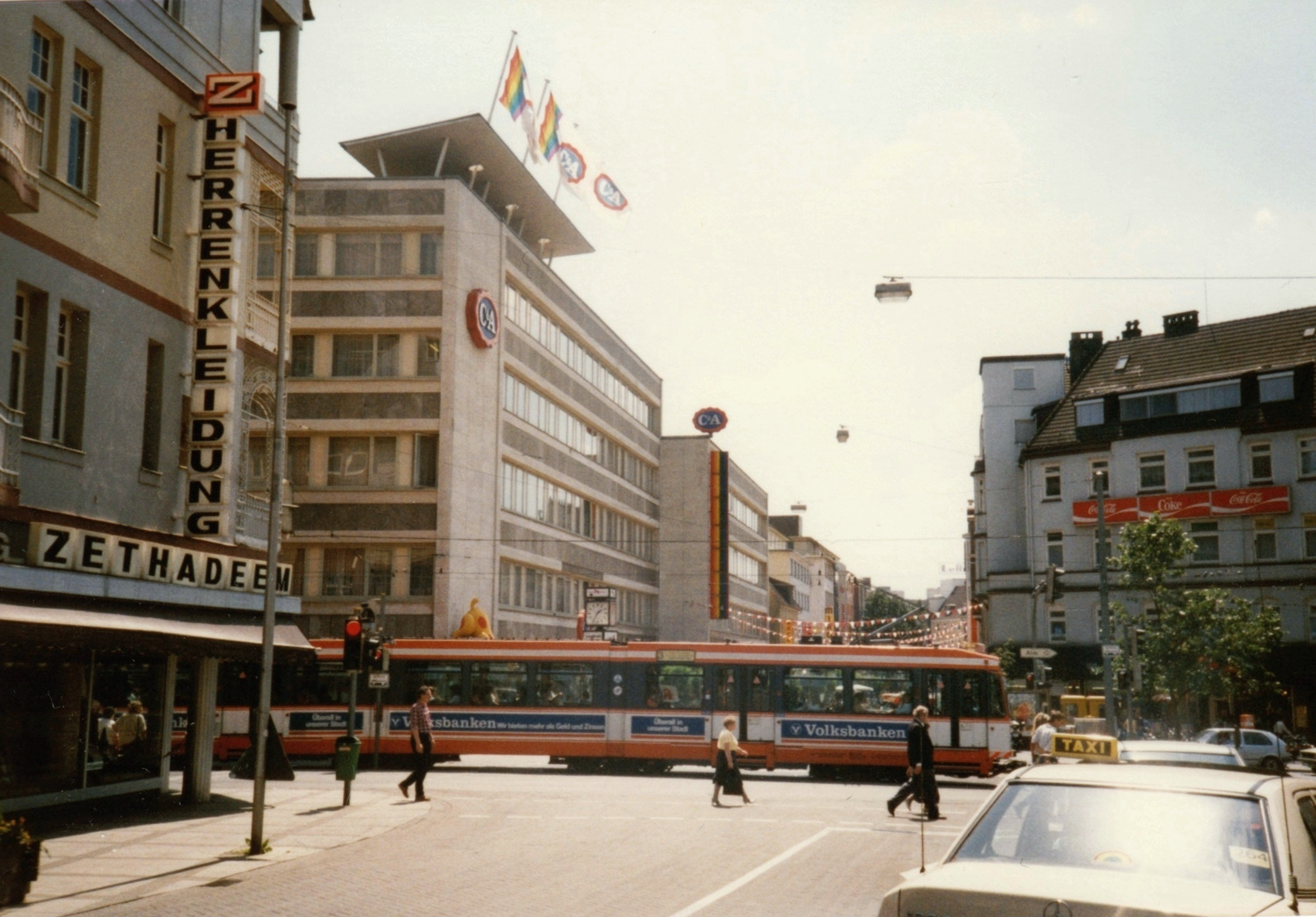
地上時代のビーレフェルト市中心部の路線（1989年撮影）

1960年代以降、ドイツ各地の路面電車ではモータリーゼーションの進行に伴う道路の混雑が問題となり、安定した運転が難しい状況に陥る路線が相次いだ。そこで、道路の上に敷かれていた併用軌道を専用軌道や地下のトンネルに移し、高規格の中量軌道輸送システムとするシュタットバーンと呼ばれる概念が生まれた。ライン・ルール大都市圏では特にその動きが盛んであり、その中に含まれるビーレフェルトでも1968年のビーレフェルト大学設立がきっかけとなり路面電車のシュタットバーン化計画が本格的に始まった。
同年に建設が始まり、まず1971年に2号線のBeckhausstraße駅を含む全長250 mの地下化が実施されたが、以降は西ドイツの経済危機が影響し、地下化工事は1982年まで長期に渡って中断された。だがその間に車両や施設の更新は続き、1980年からプラットホームの高床化やバリアフリー化が実施された他、1981年から1987年にかけてシュタットバーンに対応したM8C形電車が導入され、従来の車両を全て置き換えた。また路線の拡張も続き、1978年には2号線の延長区間に当たるBaumheide - Milse間が開通したが、当初は2号線を含む他路線と接続しておらず、GT8形を改造したGT8Z形を使用したシャトル列車が運行していた。
そして地下化工事の再開や系統の見直し、信号回路や安全装置の変更など様々な工程を経た1991年4月28日、ビーレフェルト中心部のRatharus - Nordpark間のトンネル開通をもって、ビーレフェルト市電はビーレフェルト・シュタットバーンとして再出発を果たした。

### 4号線の開業
運転間隔の短縮や速度の向上によりシュタットバーンは利用客から高い評価を受け、開業から1ヶ月だけで利用客は開業前から30％も増大した。それに伴い誘導電動機・VVVFインバータ制御を採用したM8D形電車が1992年に発注され、1994年11月25日から営業運転を開始した。一方で路線の拡張も進み、1995年から1996年にかけて3号線の東部区間にあたるSieker Mitte - Siteghorst Zentrum間の延長が実施された。また同年3月からは新たにビーレフェルト大学方面へ伸びる4号線の建設が始まり、2000年4月2日に地下区間（Hauptbahnhof - Rudolf-Oetker-Halle）が先行開業し、2002年9月29日に大学駅（Universität）を含む残りの地上区間（Rudolf-Oetker-Halle - Lohmannshof）が全通した。
なお、その間の2000年8月には路面電車やバスなどビーレフェルト市内の公共交通運営権が、ビーレフェルト市交通局から市の完全子会社である有限会社（GmbH）のmoBielへ移管された他、先立つ7月からはノルトライン＝ヴェストファーレン州に存在する他の交通事業者との共通運賃制度を導入し、地域間の利便性が向上した。
これらの更なる施策が功を奏し、開業15周年を迎えた2006年時点におけるシュタットバーンの年間利用客は、転換前から70％も増大した。

### "moBiel 2030"計画
2008年、moBielは公共交通機関の更なる発展により2030年までに利用客数を倍増させる将来計画"moBiel 2030"を発表した。それを機に、同年以降シュタットバーンの線路や施設の更新工事が始まり、線路の騒音軽減や駅舎のバリアフリー化、新型電車"バモス"の導入など様々な近代化施策が実行に移されている。更に2015年には2号線のMilse - Antenhagen間の延長が実施され、沿線とビーレフェルト市内中心部との利便性が大幅に向上している。
シュタットバーン開業から25周年を迎えた2016年の年間利用客は3,454万人に達しており、路線バスも含めたmoBiel全体の年間利用客・5,960万人の半数以上を占めている。更に2018年のmoBiel全体の利用客数は6,010万人に増加しており、今後も路線バスとの連携も含め、環境に優しく定時制に優れた公共交通機関としての役割が期待されている。

## 運用

系統図（1-4系統）

2020年現在、ビーレフェルト・シュタットバーンには6本の系統が存在し、基本系統（1-4系統）に加え特定の時間帯に運行する補完系統（10・13系統）が運行している。そのうちHauptbahnhof（ビーレフェルト中央駅） - Jahnplatz（ヤーン広場駅） - Rathaus（市役所前駅）間は全系統が運行している。また、4系統が合流する地下駅であるHauptbahnhof駅は2層構造になっており、系統によって停車するホームが異なるため注意を要する。地下駅および一部の地上駅はシュタットバーン化に伴い高床式プラットホームへ改められたが、路面電車から受け継いだ併用軌道区間については2019年の時点でも低床式もしくは道路上から直接乗降する形のまま残されている電停が存在する。運賃の支払いは事前に券売機から切符を購入する信用乗車方式を導入しており、券売機には運転中止などを伝えるためのスピーカーが設置されている。
| 系統番号 | 主要駅 | 備考 |
| -------- | --- | --- |
| 1        | Schildesche – Hauptbahnhof – Jahnplatz - Rathaus – Bethel – Brackwede – Senne                                  | Hauptbahnhof – Jahnplatz間は地下区間を走行 Hauptbahnhof駅は2番（Schildesche方面）・4番（Senne方面）ホームに停車 平日の学校開校日には4号線への直通運転（Senne→Jahnplatz→Lohmannshof）を含む増便を実施 |
| 2        | Altenhagen – Milse – Baumheide – Beckhausstraße - Hauptbahnhof – Jahnplatz - Rathaus – Sieker                  | Beckhausstraße – Jahnplatz間は地下区間を走行 Hauptbahnhof駅は4番ホームに停車 平日の学校開校日に増便を実施 平日のビーレフェルト大学開講日には朝に区間列車の増便（Sieker→Hauptbahnhof）を実施 |
| 3        | Babenhausen-Süd - Nordpark – Hauptbahnhof – Jahnplatz – Dürkopp Tor 6                                          | Nordpark – Jahnplatz間は地下区間を走行 Hauptbahnhof駅は4番（Stieghorst Zentrum方面）・3番（Stieghorst Zentrum方面）・1番（Stieghorst Zentrum方面、夜間のみ）ホームに停車 一部列車は区間運転を実施 平日の学校開校日には2号線への直通列車（Hartlager Weg→Hauptbahnhof→Altenhagen）を含む増便を実施 金曜日および銀行休業日前日にStieghorst Zentrum方面の列車の増便を実施 |
| 4        | Lohmannshof – Universität - Rudolf-Oetker-Halle – Hauptbahnhof – Jahnplatz – Sieker Mitte – Stieghorst Zentrum | Rudolf-Oetker-Halle – Jahnplatz間は地下区間を走行 Hauptbahnhof駅は2番ホームに停車 平日の特定日（月曜-木曜、金曜、学校開校時）にのみ運行する列車が存在 |

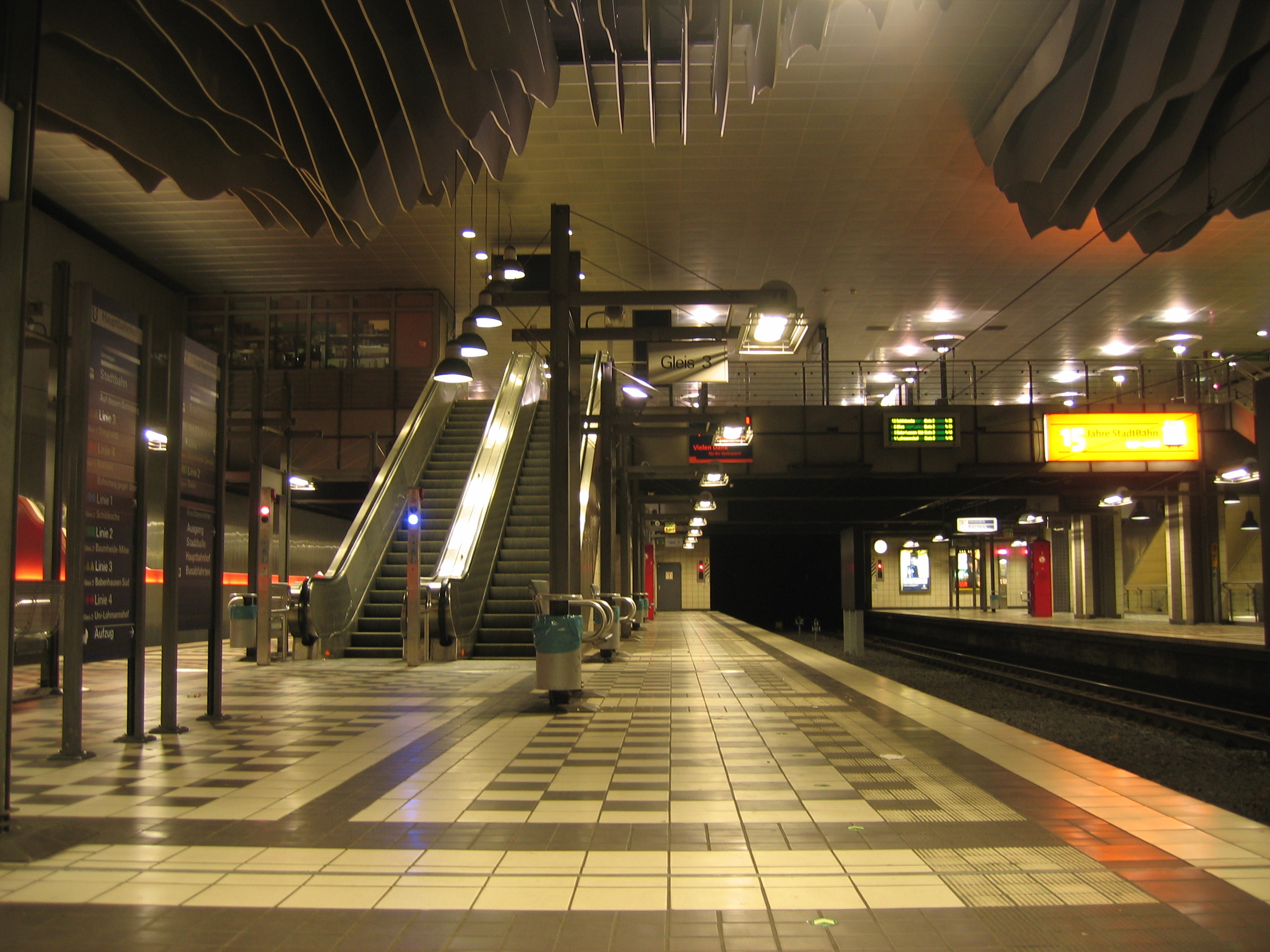
Hauptbahnhof駅 （地下駅、高床式プラットホーム）
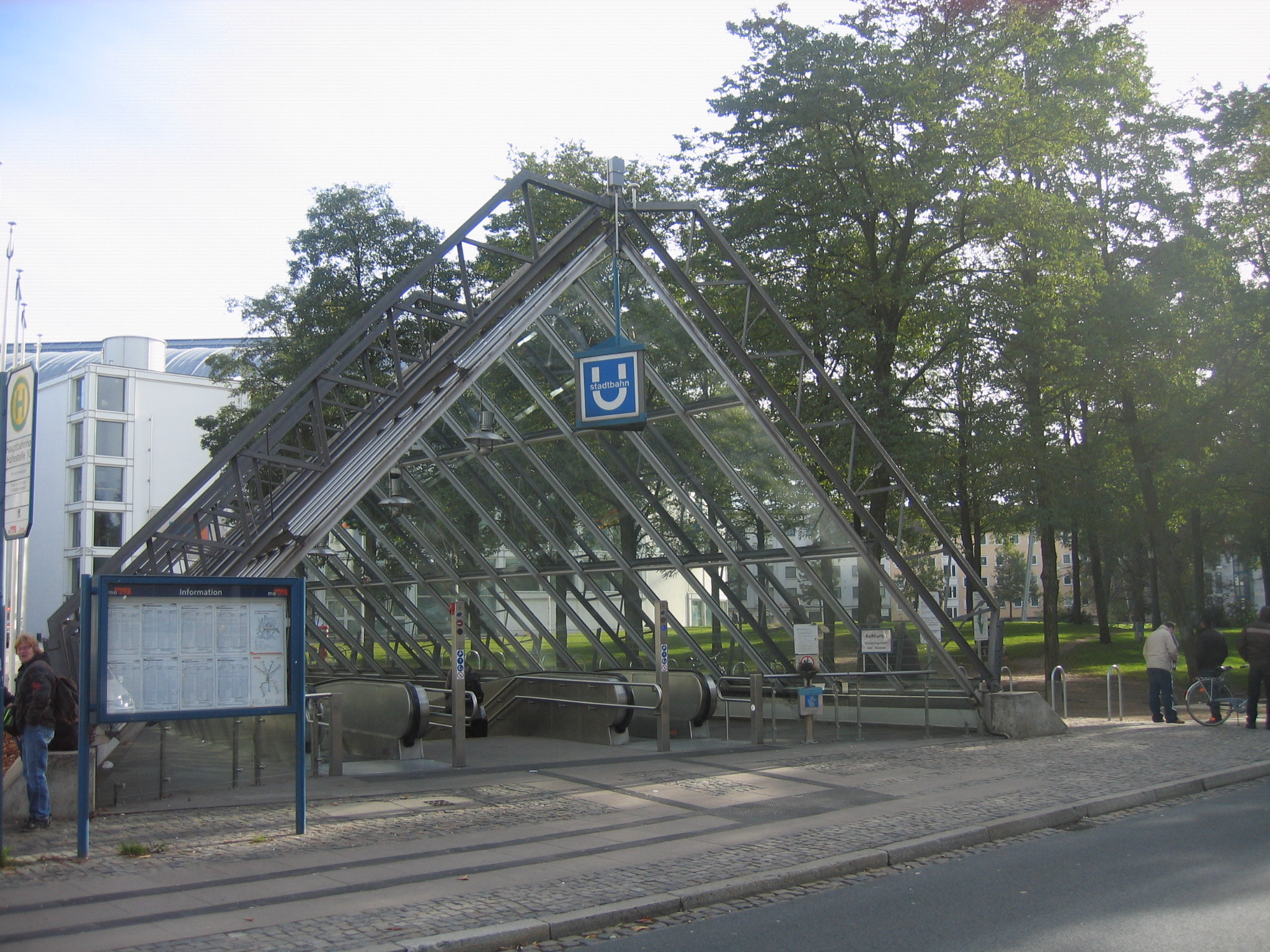
Hauptbahnhof駅の地上出入口
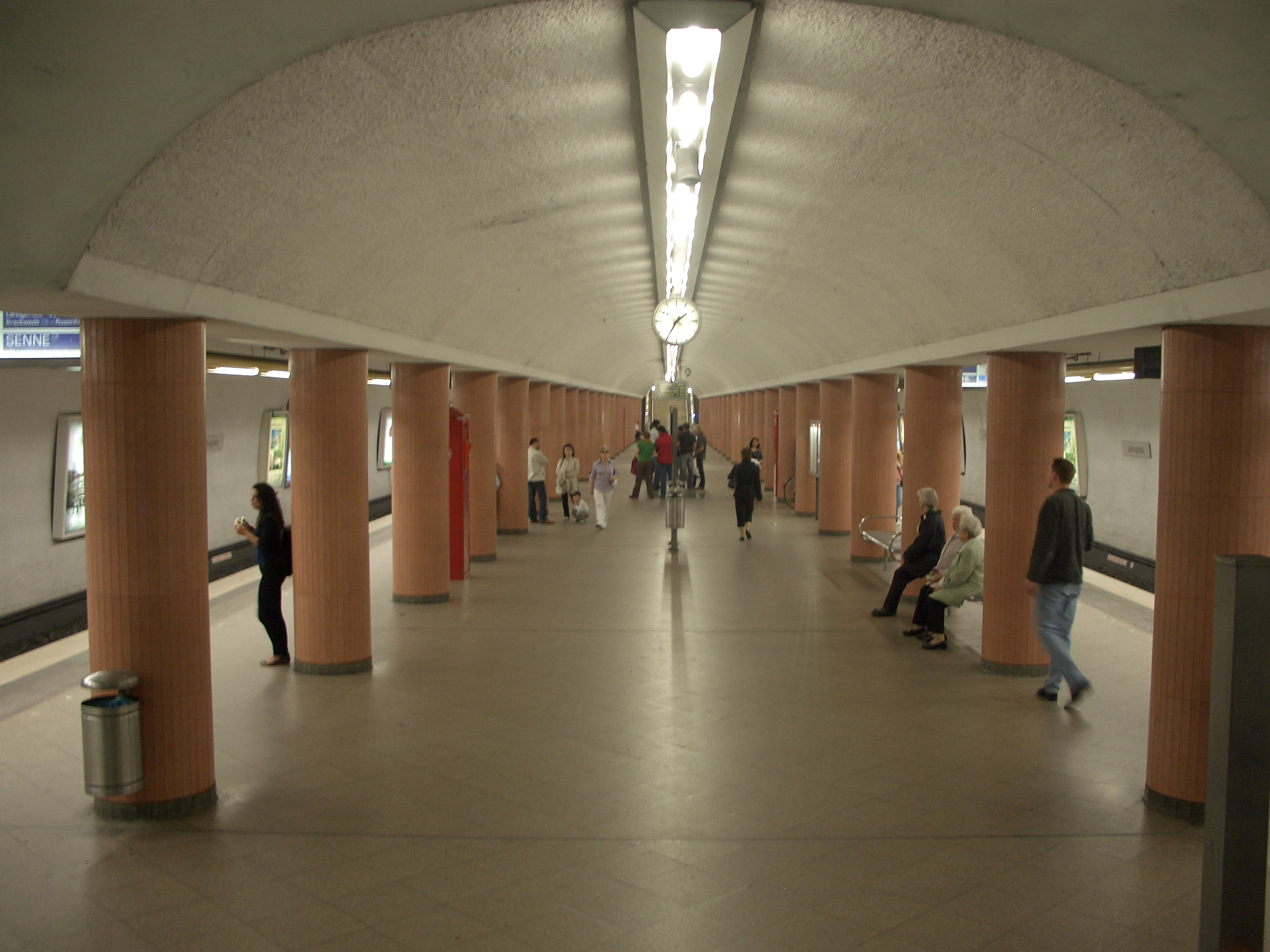
Jahnplatz駅 （地下駅、高床式プラットホーム）
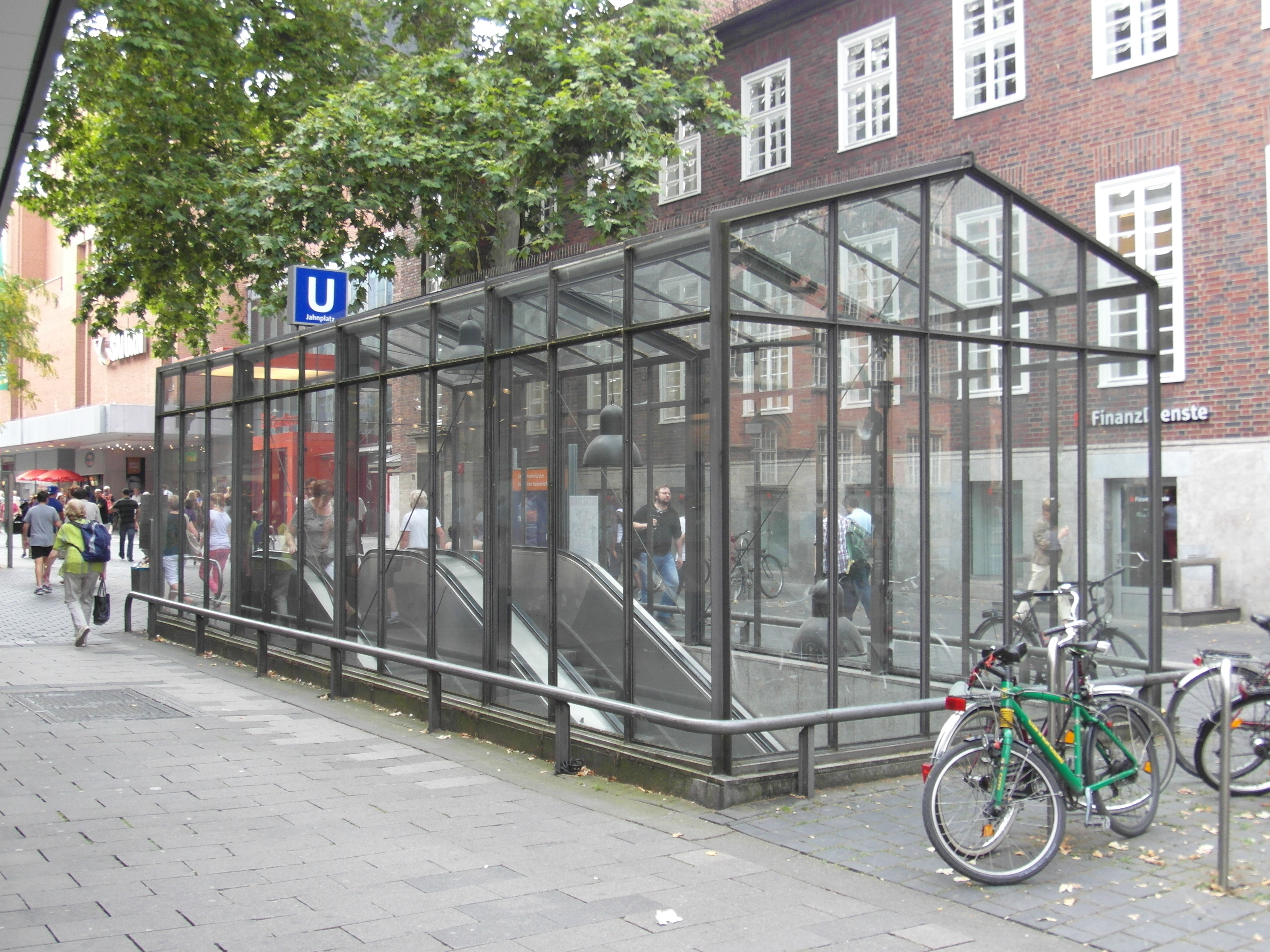
Jahnplatz駅の地上出入口
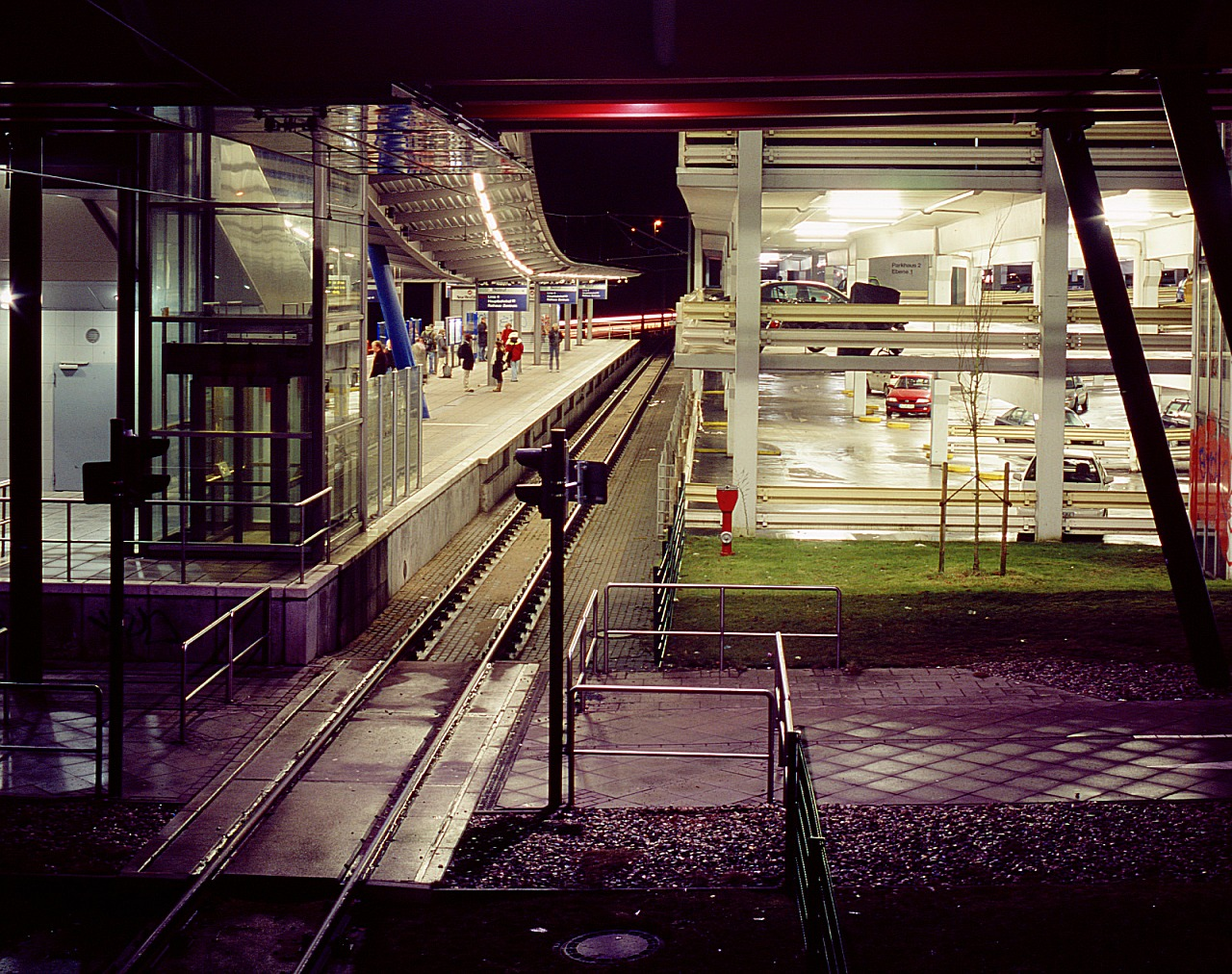
Universität駅 （地上駅、高床式プラットホーム）
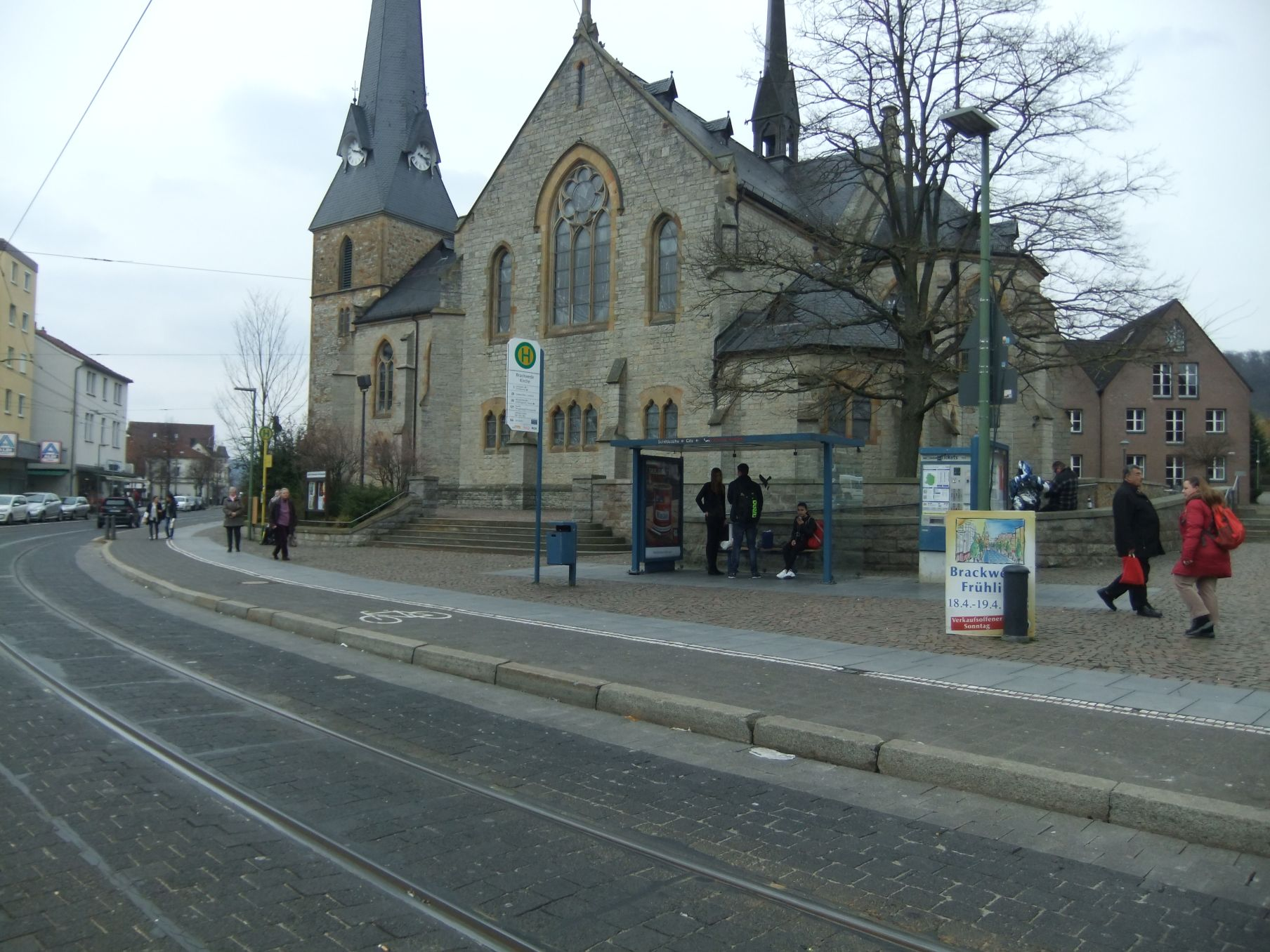
Brackwede Kirche駅 （地上駅、低床式電停）
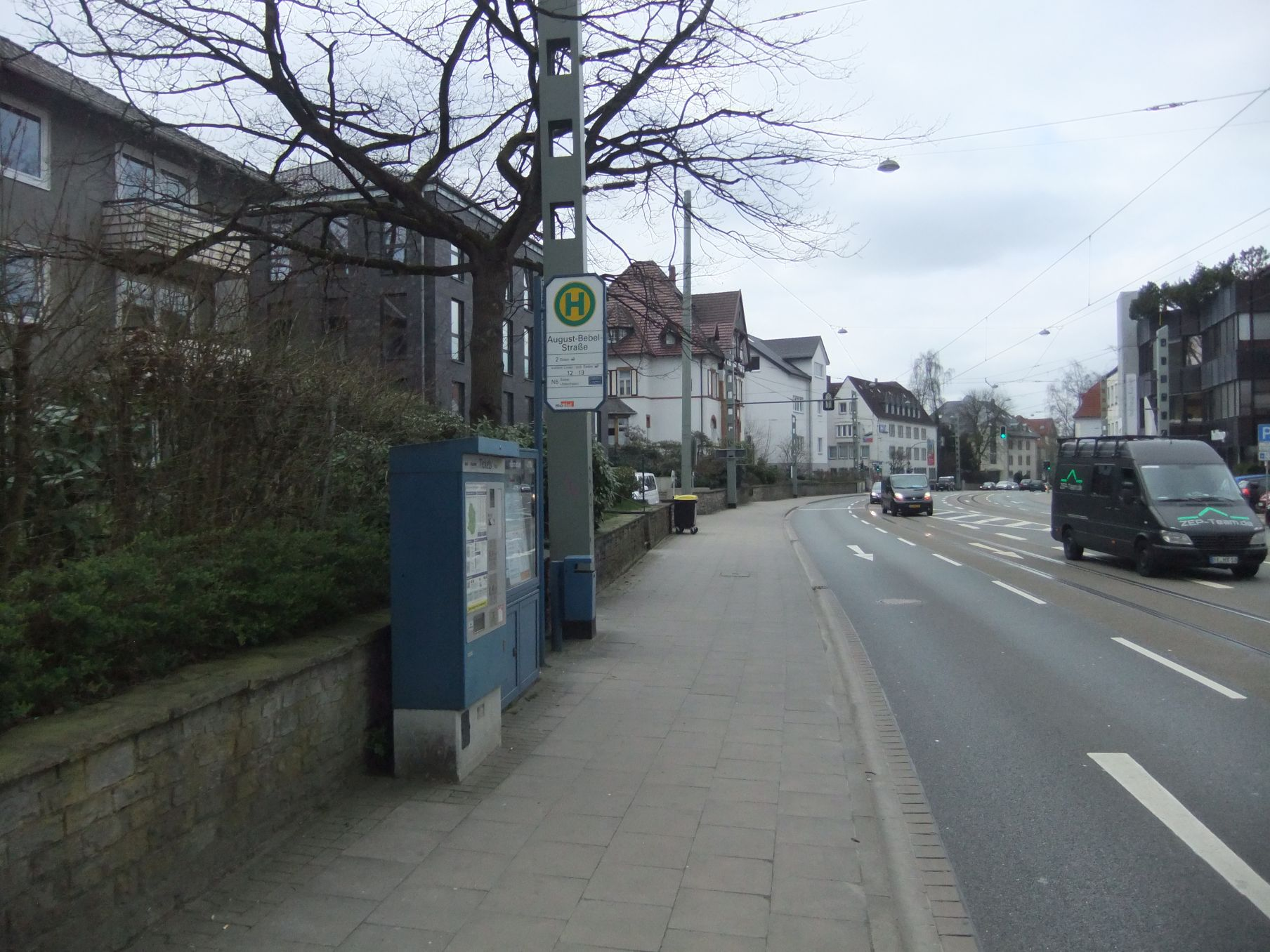
August-Bebel-Straße駅 （地上駅、安全地帯が存在しない電停）

## 車両
2023年5月時点で、ビーレフェルト・シュタットバーンで使用されている車両は以下の通りである。定期運用に用いられる全車両には、地上区間に存在する低床式プラットホームに対応可能な折り畳み式ステップが設置されている。
下記の車両以外にも、過去にはデュワグカー（GT6形、GT8形）やM8C形と同型車体ながら制御装置が異なる（抵抗制御方式）M8S形（1976年製、501 - 504）が使用されていたが、M8C形の増備に伴い1987年までに営業運転から撤退した。その後、デュワグカーは一部車両がインスブルック市電やマンハイム市電、ヴュルツブルク市電、ウッチ市電に、M8S形は全車両がマインツ市電へ譲渡されている。

### M8C形

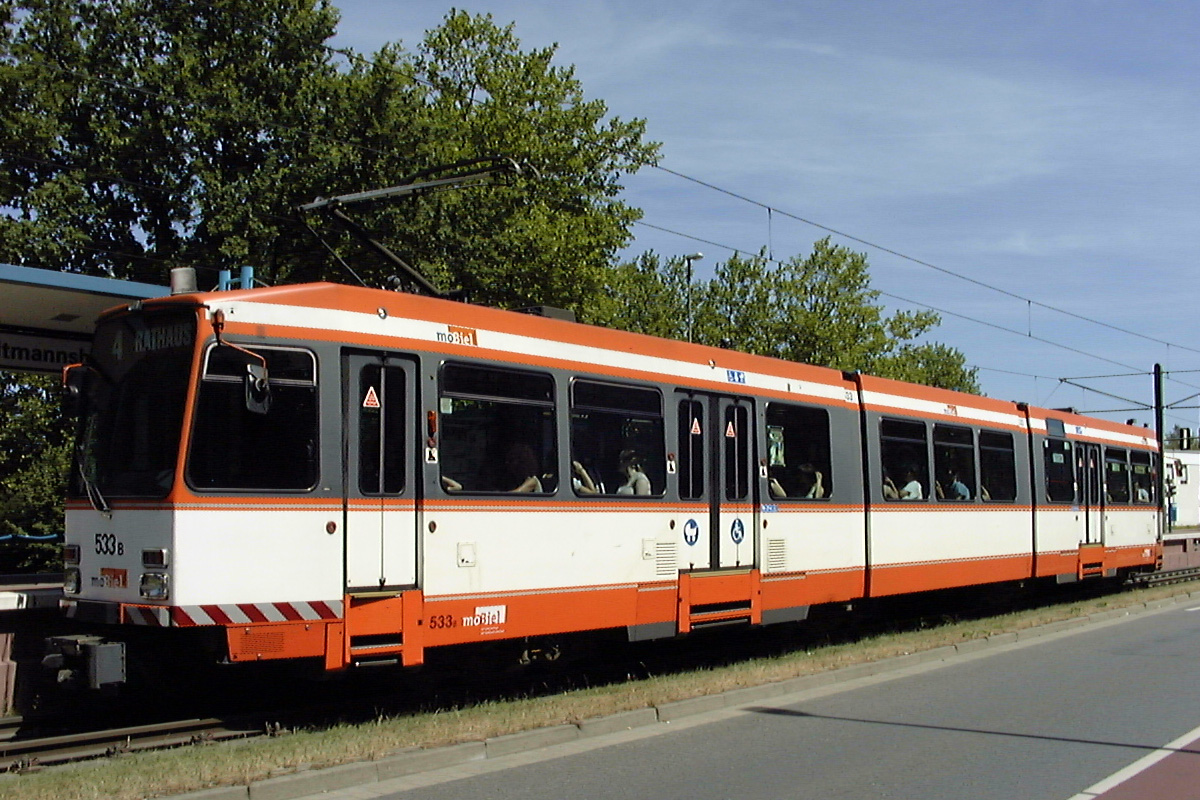
M8C形（登場時の塗装）

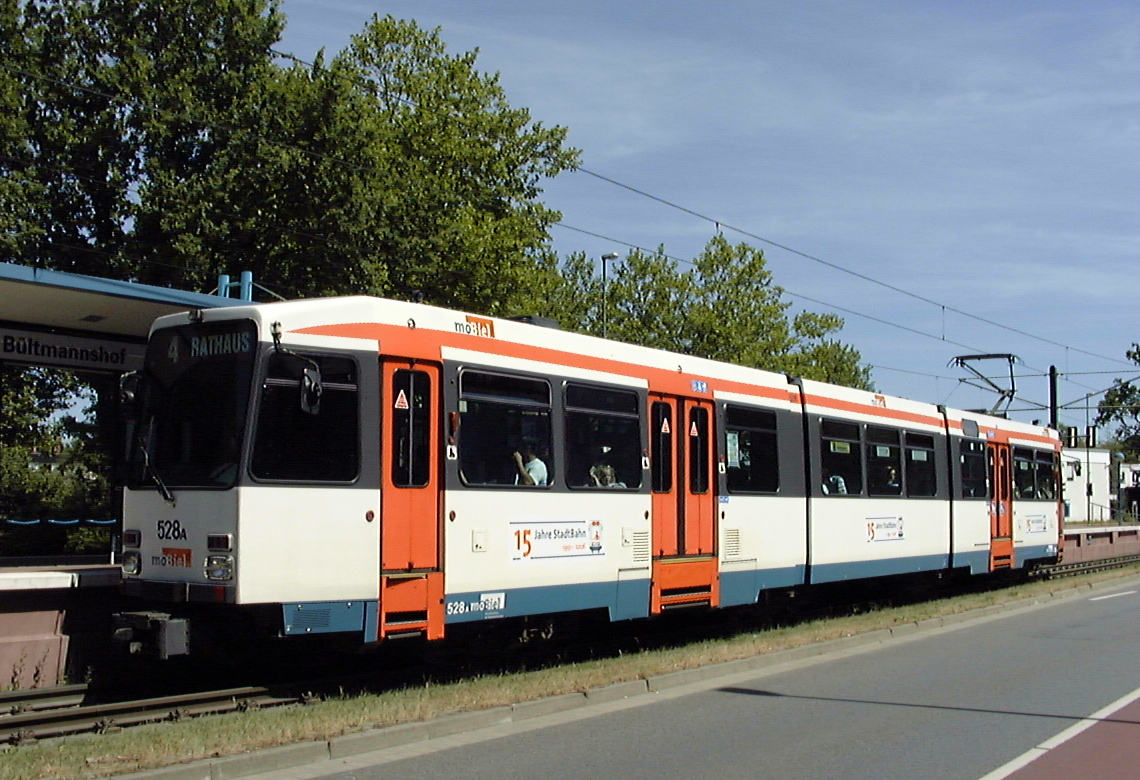
M8C形（引退時の塗装）

ビーレフェルト市電のシュタットバーン化に向けて、1982年から1987年にかけて44両（516 - 559）が導入された3車体連接車。形式名の「C」は電機子チョッパ制御を用いた車両である事を示す。2011年までは1両での運用も存在したが、乗客増加に伴い同年以降の営業運転は2両編成が基本となった。ビーレフェルト・シュタットバーンの主力車両として30年以上に渡り使用されたが、2013年以降はGTZ8-B形"バモス・ビーレフェルト"導入に伴い置き換えが進み、2023年5月29日にさよなら運転が行われた後、2日後の5月31日をもって営業運転を終了した。大半の車両は廃車後に解体されているが、一部はウッチ市電へ譲渡されている他、トップナンバーの516を含めた2両（516、544）については歴史的交通運動協会（Verkehrshistorische Arbeitsgemeinschaft e. V.、VhAG）の支援を受けてポーランドの博物館に保存される事になっている。また同団体は将来的な516のビーレフェルトでの動態保存を目標に掲げている。

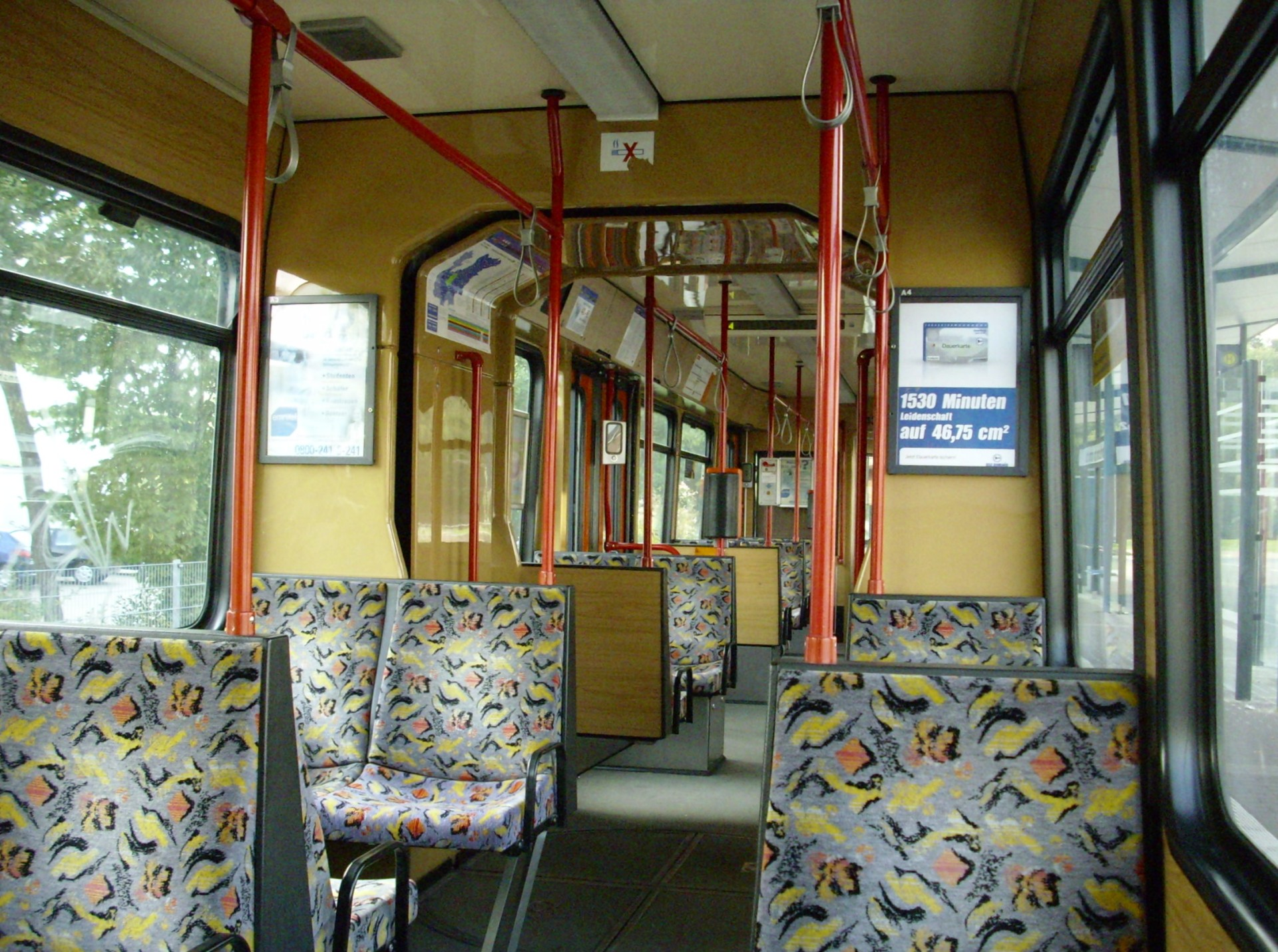
車内
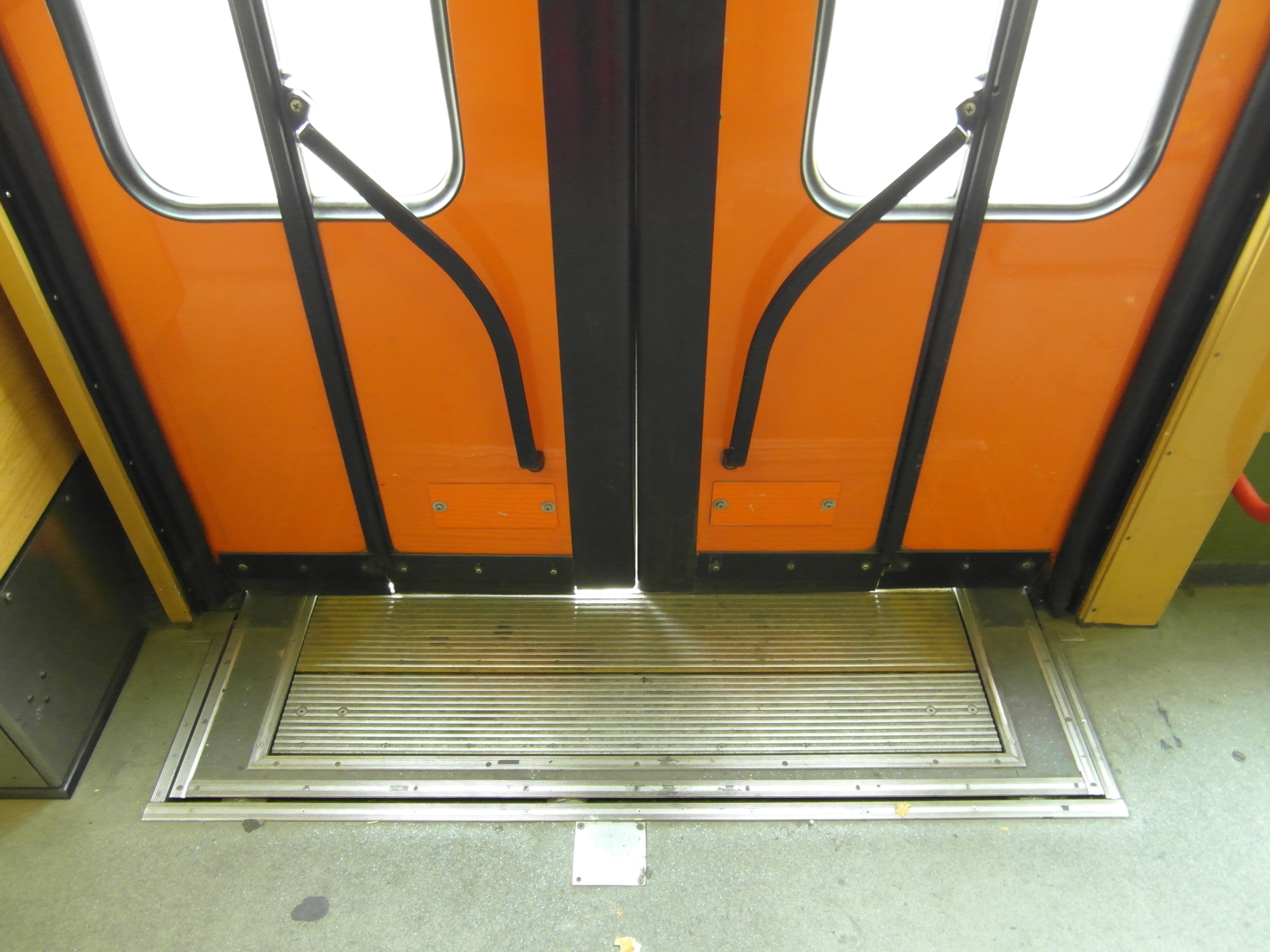
乗降扉下部に収納されているステップ
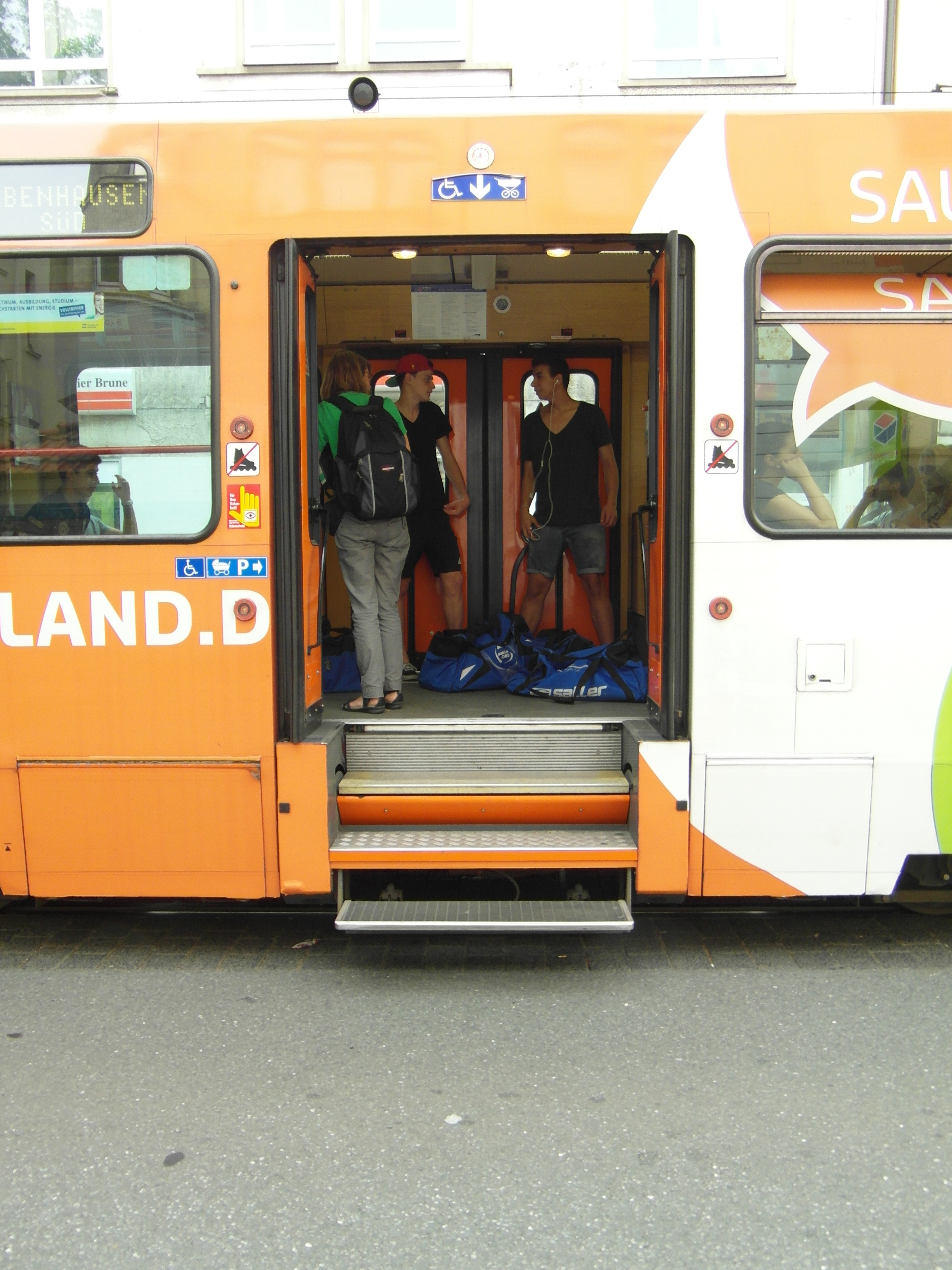
低床式プラットホーム停車時にはステップが展開する

| 製造年         | 総数          | 軌間     | 編成        | 備考・参考           |
| -------------- | ------------- | -------- | ----------- | -------------------- |
| 1982-83・86-87 | 44両(516-559) | 1,000mm  | 3車体連接車 | [ 3 ] [ 20 ]         |
| 1982-83・86-87 | 44両(516-559) | 全長     | 全幅        | 全高                 |
| 1982-83・86-87 | 44両(516-559) | 26,890mm | 2,300mm     | 3,620mm (集電装置含) |
| 設計最高速度   | 重量          | 着席定員 | 立席定員    | 出力                 |
| 70km/h         | 38.0t         | 50-54人  | 86-92人     | 150kw×2基            |

### M8D形

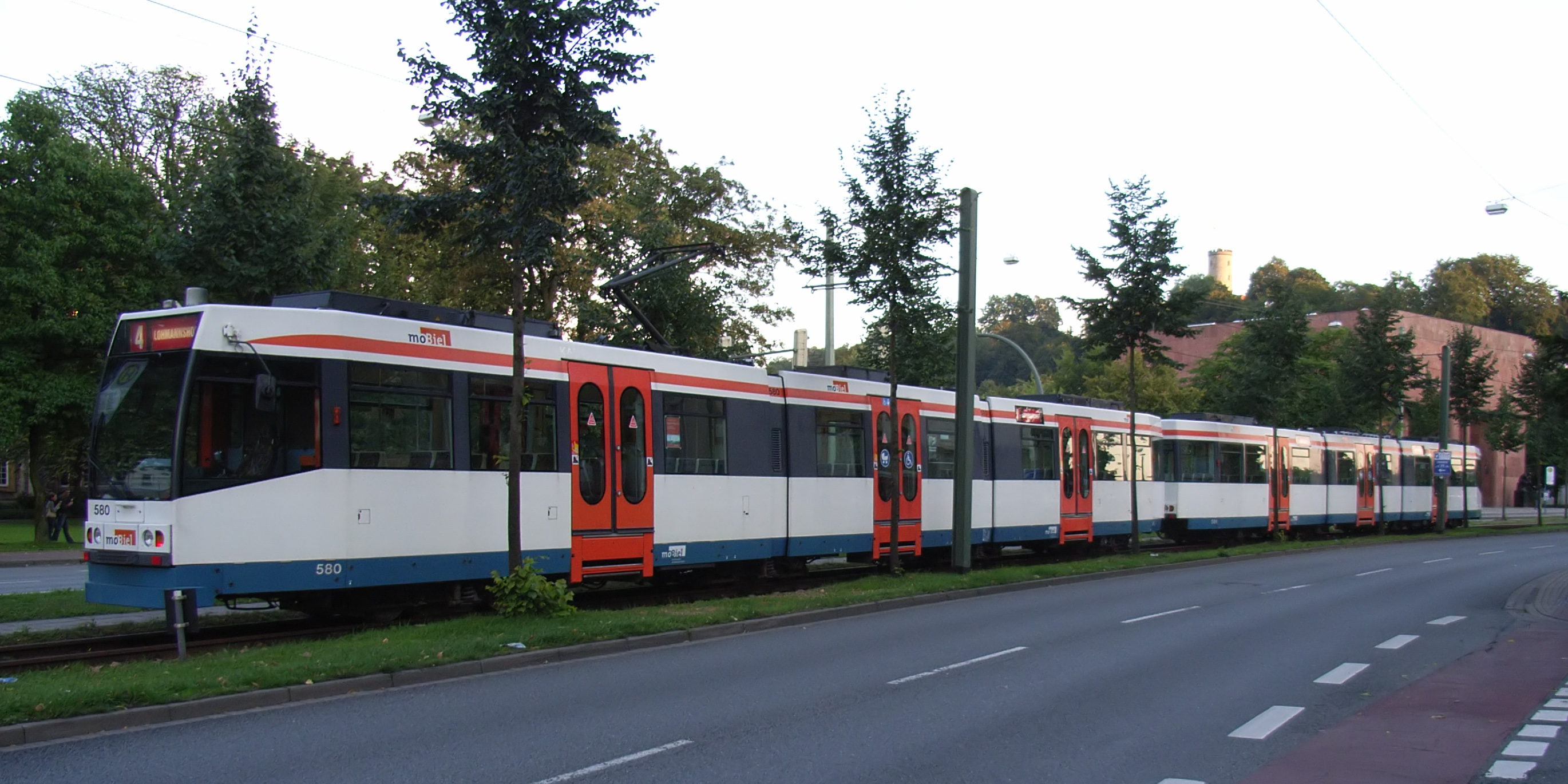
M8D形

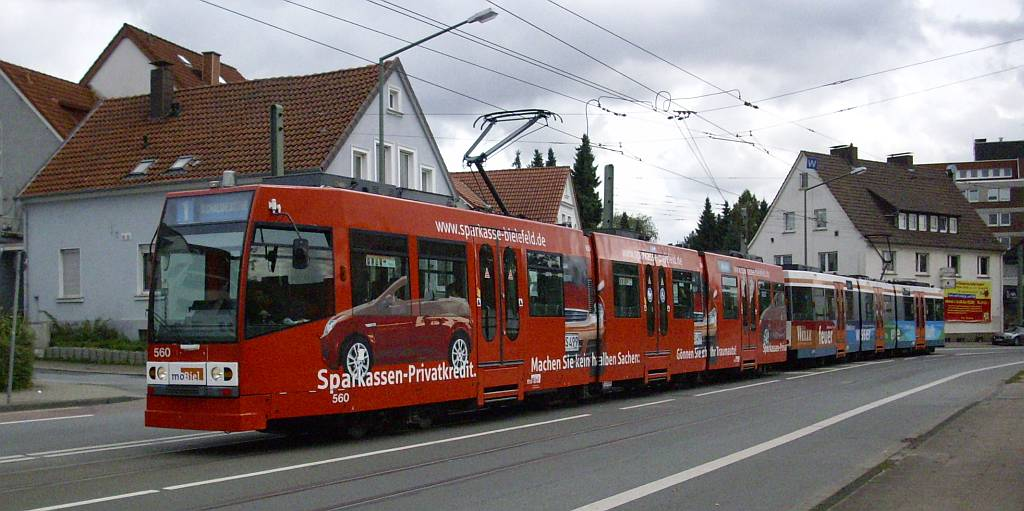
全面広告塗装

利用客の大幅な増加を受けて導入された3車体連接車。1992年にアドトランツ・シーメンスへ発注が行われ、1994年8月26日から営業運転を開始した。同年から1995年まで導入された1次車（560-579）と、1998年に増備された2次車（580-595）が存在する。三相誘導電動機が搭載されており、制御方式はVVVFインバータ制御を用いる。両運転台車両だが片側は簡易運転台のみが設置され、営業運転時は最短2両編成で使用される。

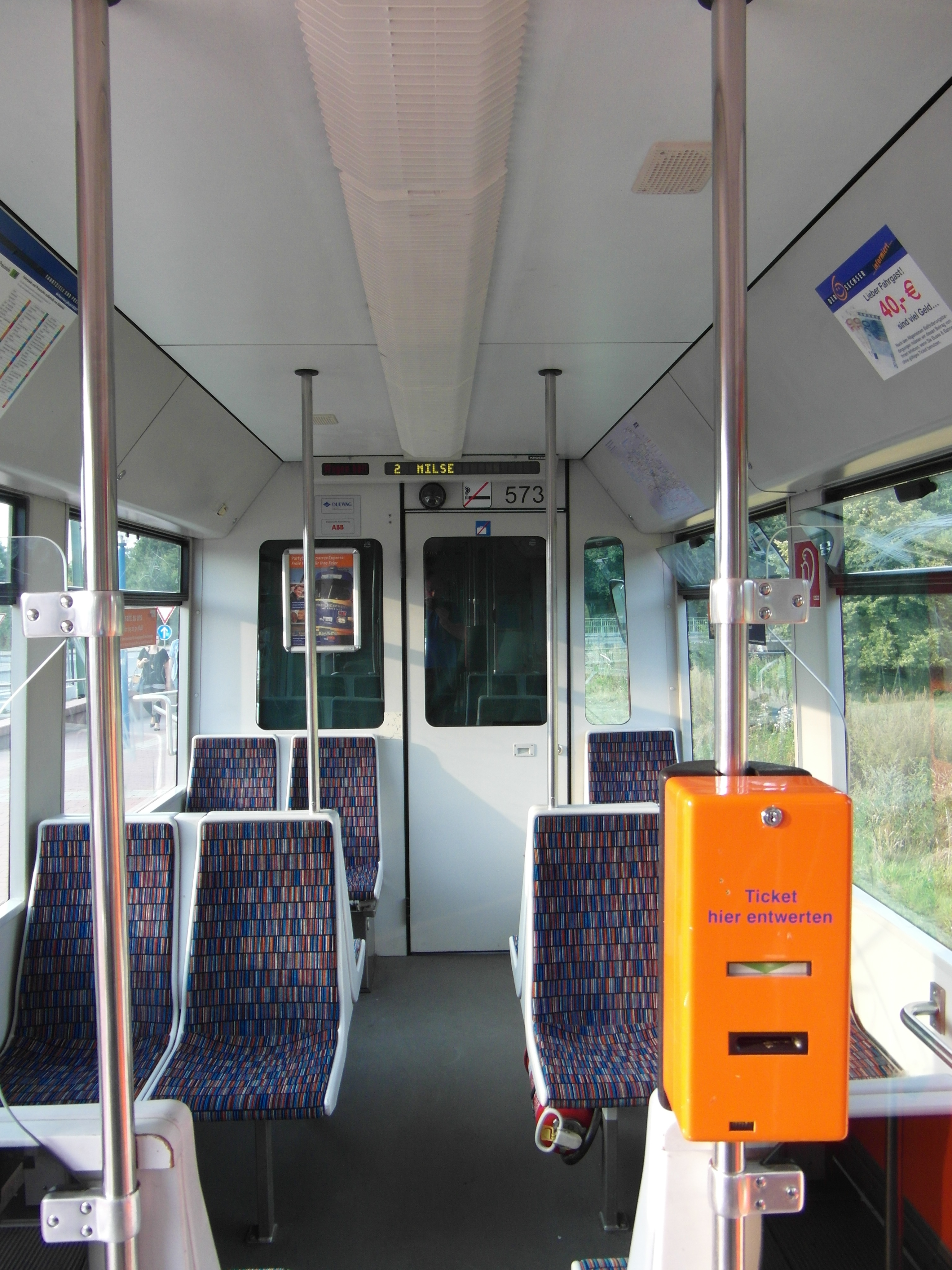
車内
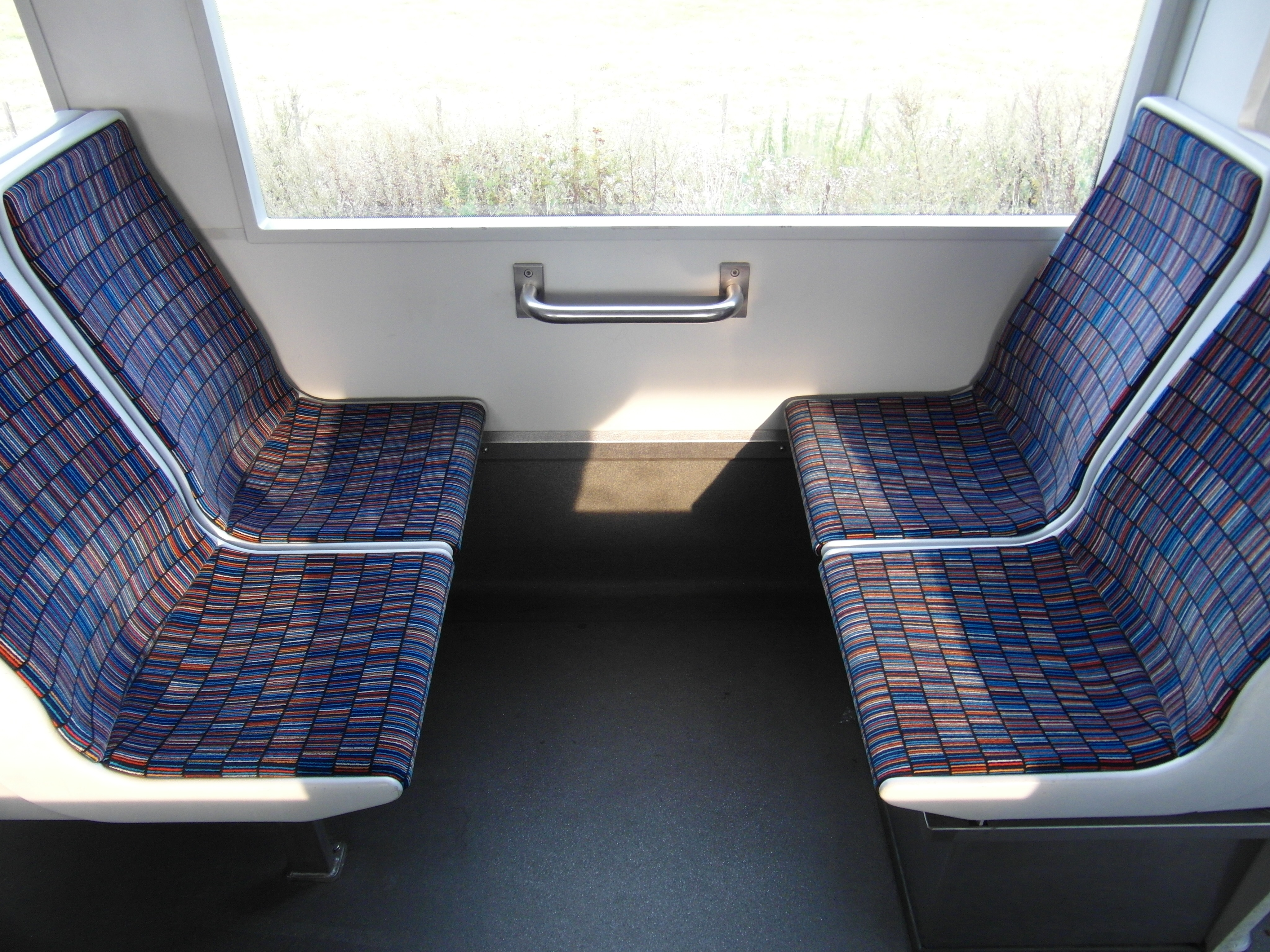
座席（ボックスシート）
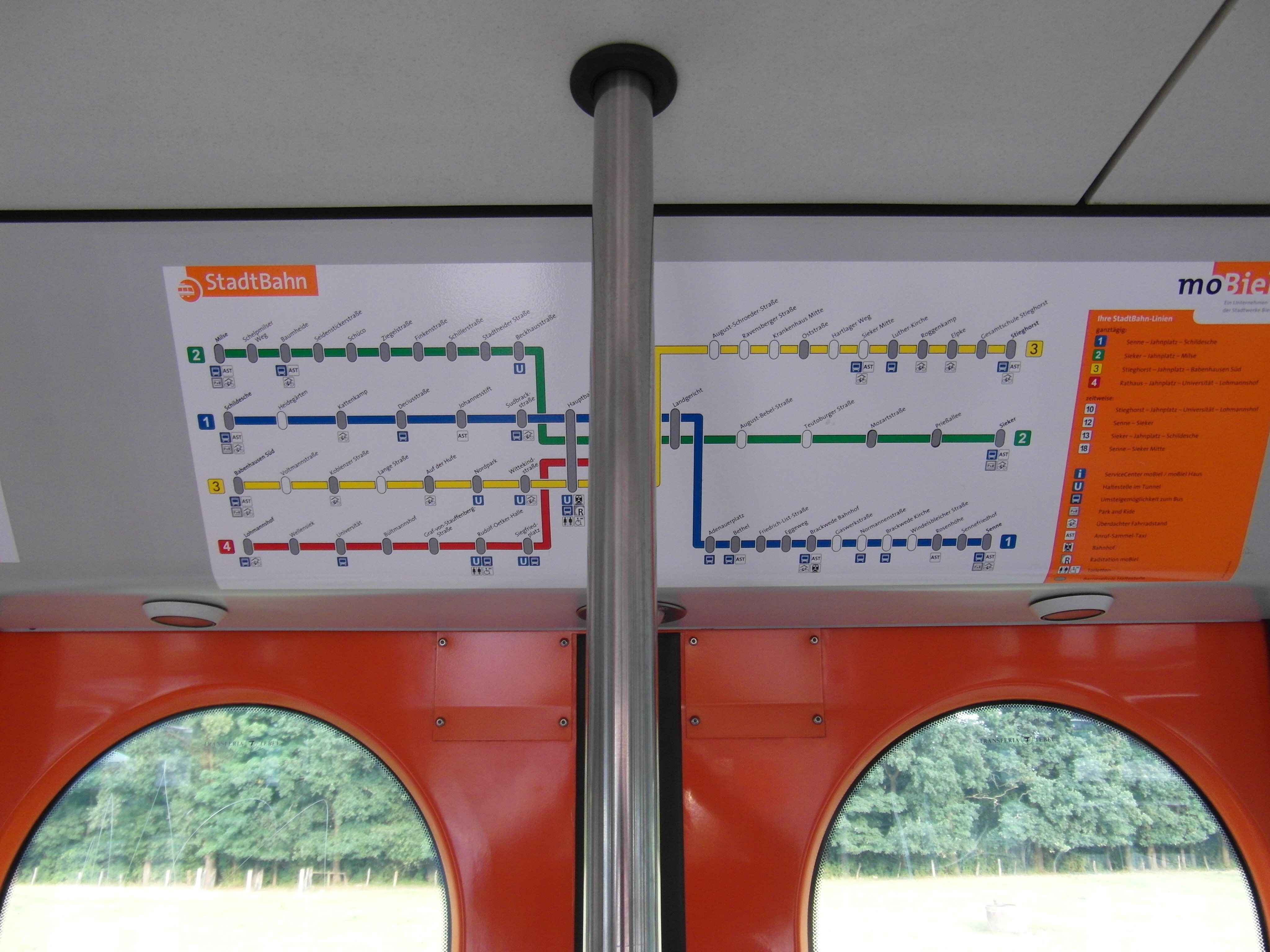
乗降扉上部に設置されている路線図
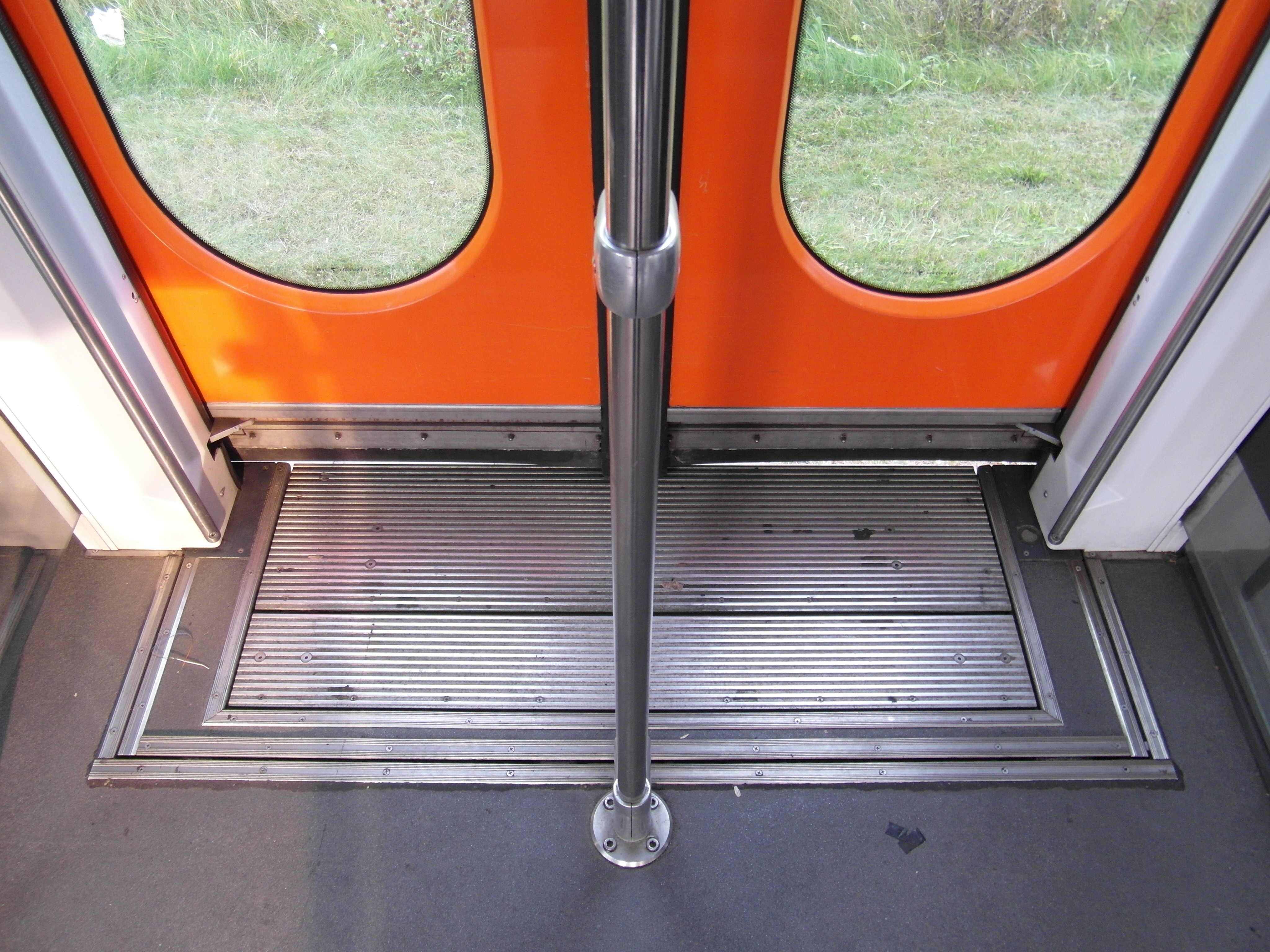
乗降扉下部には折り畳みステップが設置されている
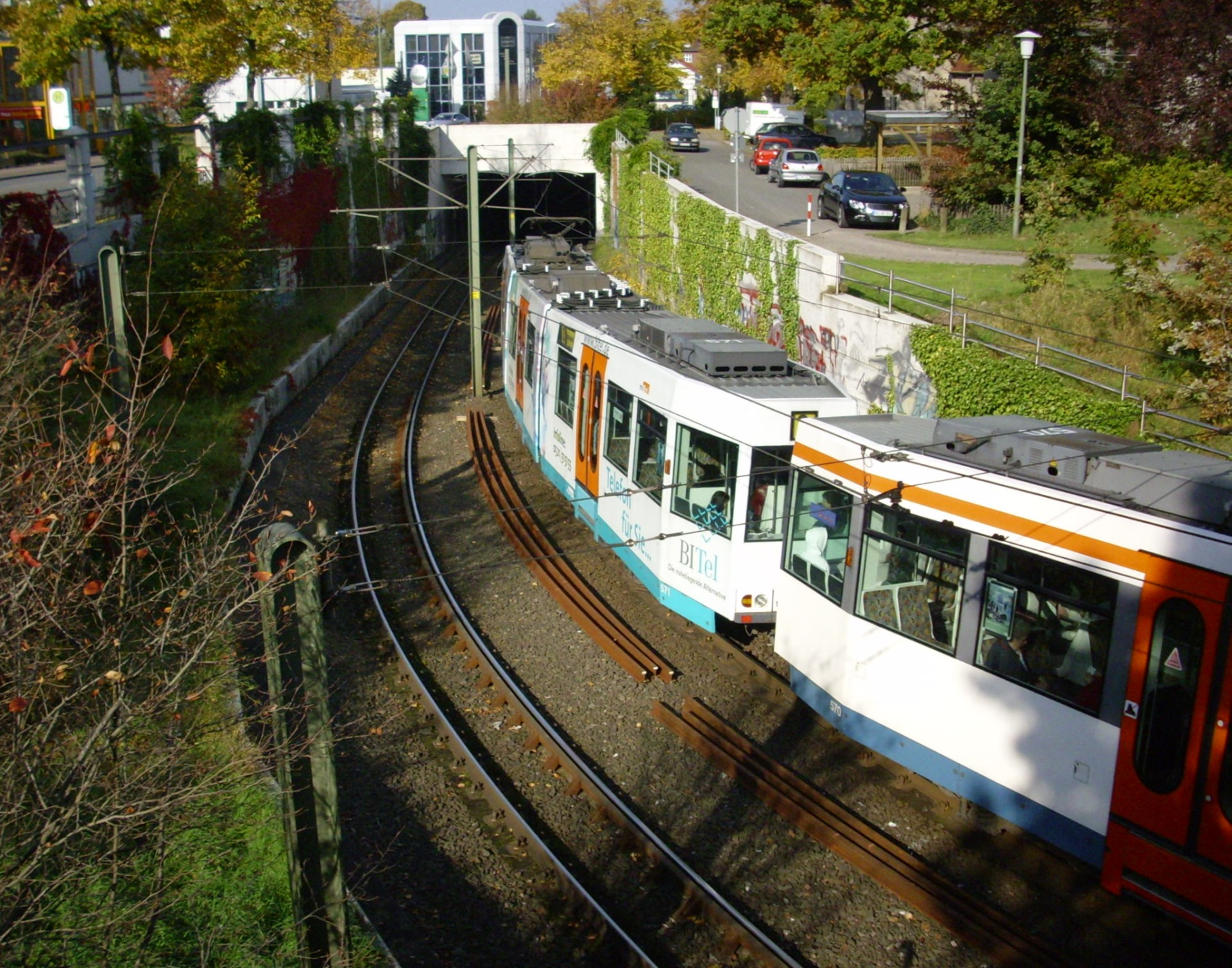
連結面の簡易運転台

| 製造年       | 総数          | 軌間     | 編成        | 備考・参考           |
| ------------ | ------------- | -------- | ----------- | -------------------- |
| 1994-95・98  | 36両(560-595) | 1,000mm  | 3車体連接車 | [ 3 ] [ 20 ]         |
| 1994-95・98  | 36両(560-595) | 全長     | 全幅        | 全高                 |
| 1994-95・98  | 36両(560-595) | 26,890mm | 2,300mm     | 3,620mm (集電装置含) |
| 設計最高速度 | 重量          | 着席定員 | 立席定員    | 出力                 |
| 70km/h       | 34.0t         | 63人     | 92人        | 95kw×4基             |

### MB4形

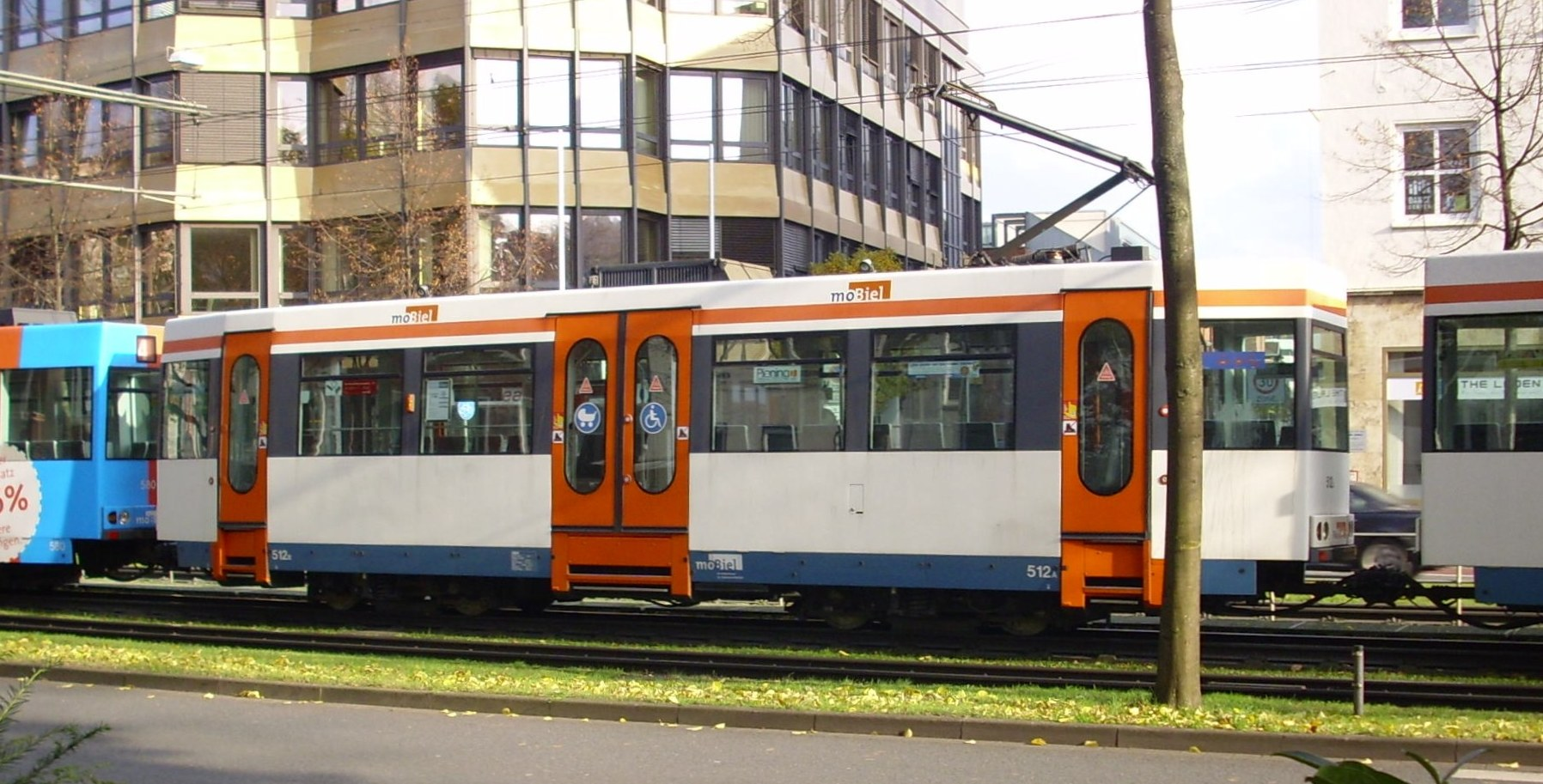
MB4形

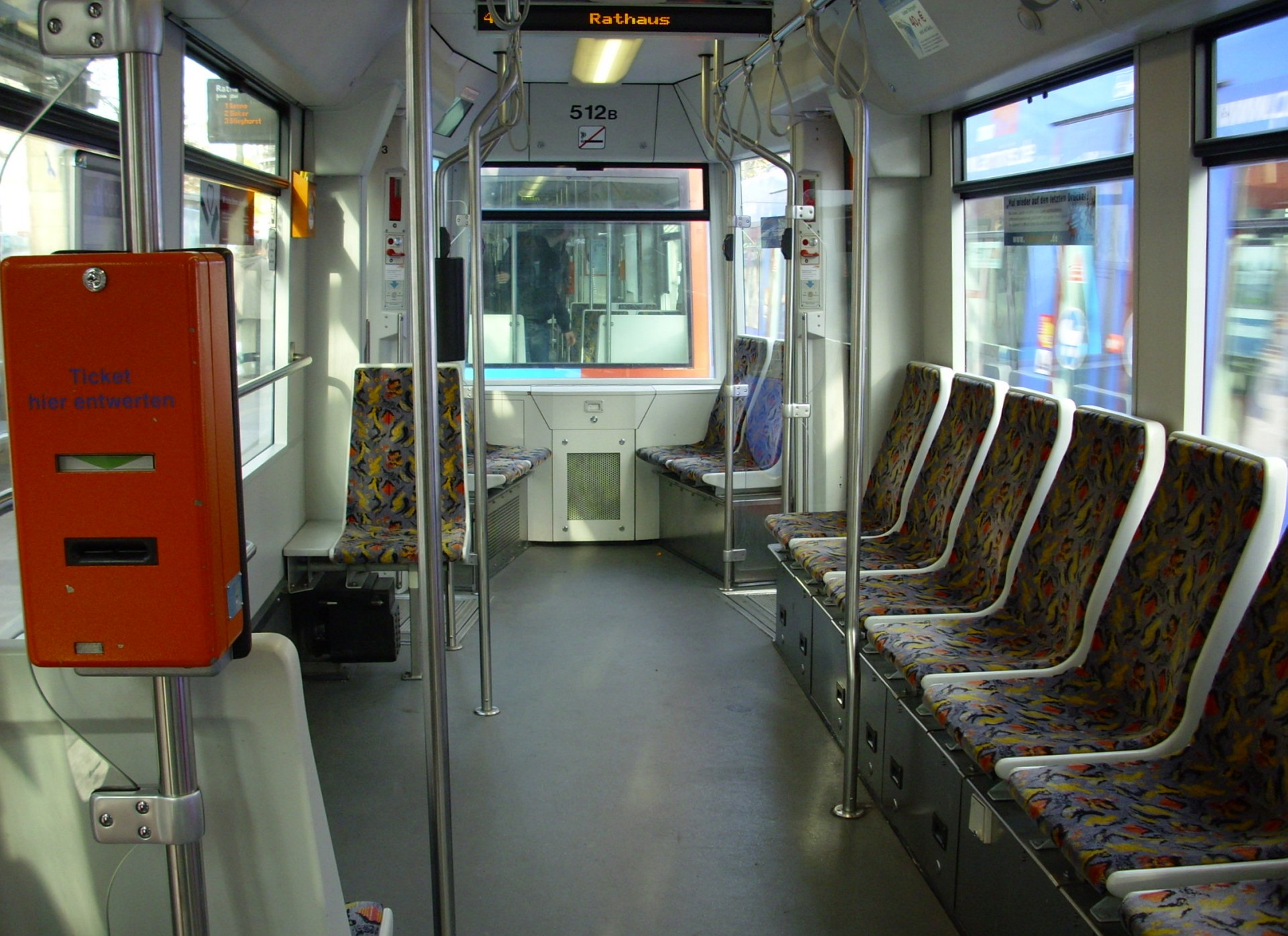
車内

利用客増加や4号線開通に伴い、1999年に5両が製造された付随車。2両のM8D形に挟まれる形（M8D形＋MB4形＋M8D形）で使用され、編成長68 mは導入当時のドイツ国内における軌間1,000 mmの路面電車・シュタットバーンで最長であった。他の車両と異なり車体はボギー車で、屋根上には車内電源供給用のシングルアーム式パンタグラフが設置されている。導入当初は前述の通り4号線に導入されたが、GTZ8-B形の導入に伴い2019年現在は1号線で運用に就く。
| 製造年       | 総数         | 軌間     | 編成     | 備考・参考           |
| ------------ | ------------ | -------- | -------- | -------------------- |
| 1999         | 5両(511-515) | 1,000mm  | ボギー車 | [ 3 ] [ 20 ]         |
| 1999         | 5両(511-515) | 全長     | 全幅     | 全高                 |
| 1999         | 5両(511-515) | 14,250mm | 2,300mm  | 3,620mm (集電装置含) |
| 設計最高速度 | 重量         | 着席定員 | 立席定員 | 出力                 |
| 70km/h       | 16.1t        | 26人     | 55人     | －                   |

### GTZ8-B形

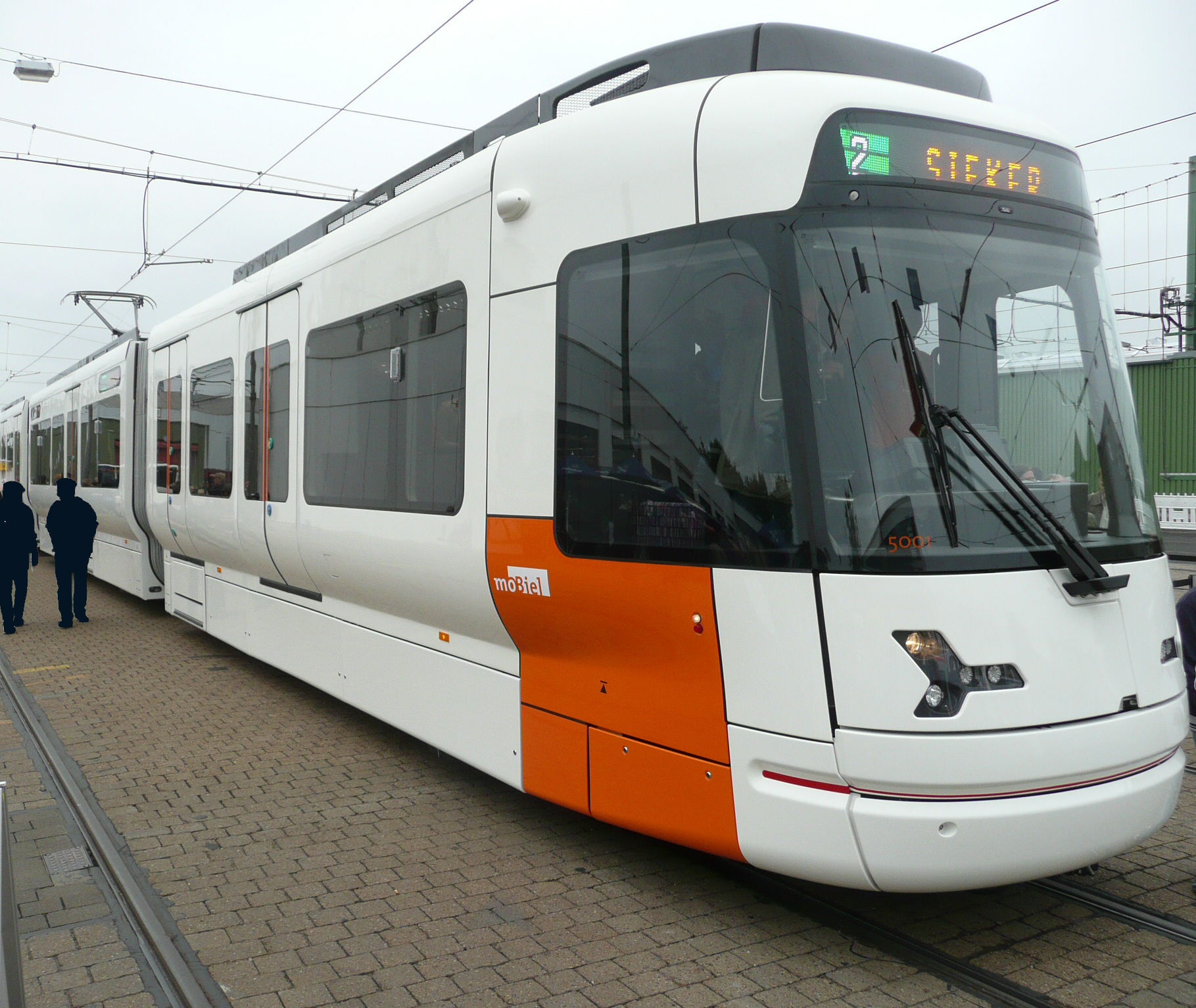
GTZ8-B形

老朽化が進んだ初期の車両の置換用として2011年以降導入が進められている最新車両。ドイツ・ライプツィヒのハイターブリック製の3車体連接車で、バモス（バモス・ビーレフェルト）と言う愛称を有する。従来の車両から車幅を広げる事で着席定員数が50％増加しており、車内にはベビーカーや車椅子、自転車を設置する事が出来るフリースペースも設置されている。制動装置は消費エネルギー削減を図るため回生ブレーキが用いられている。

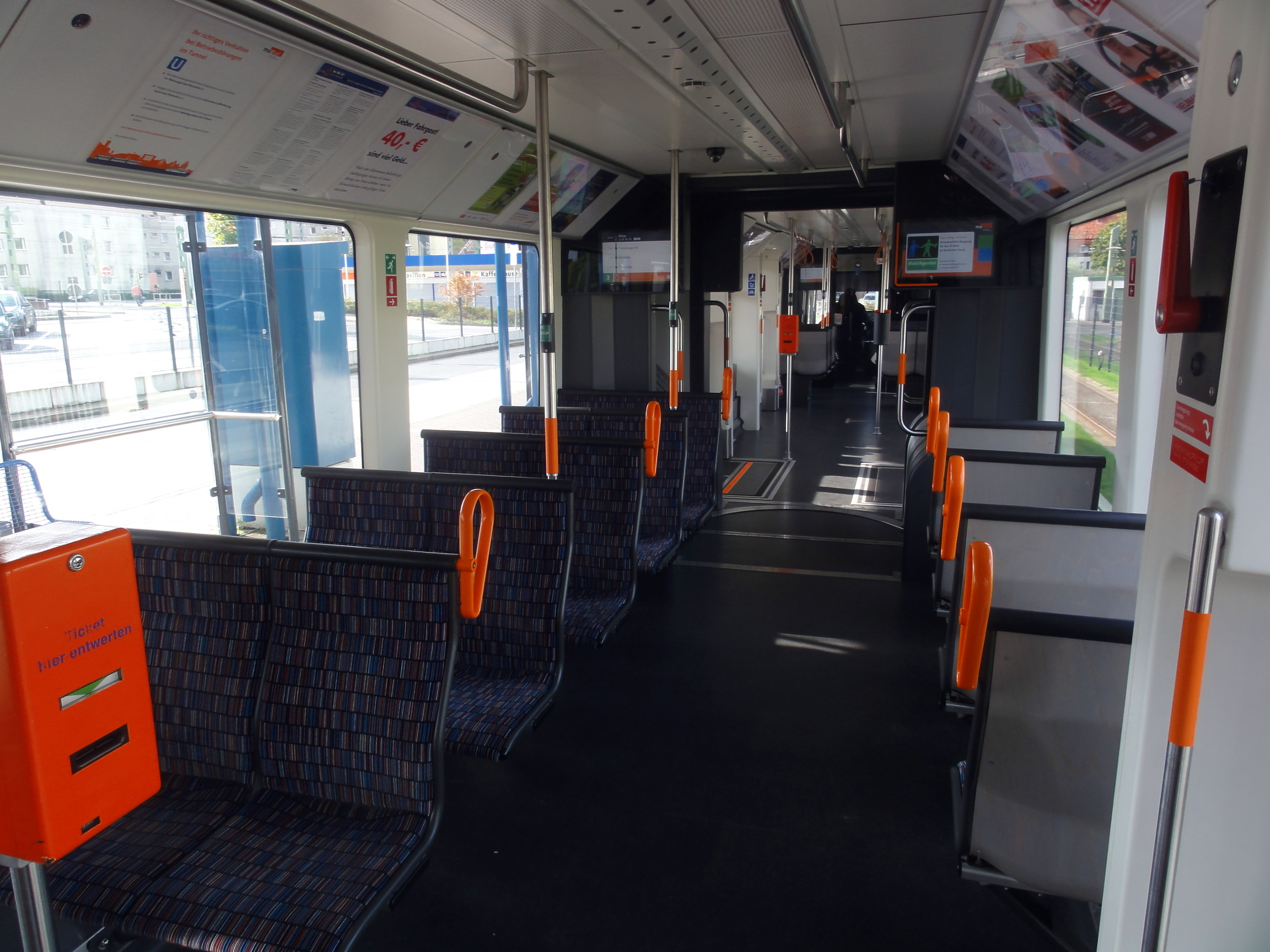
車内
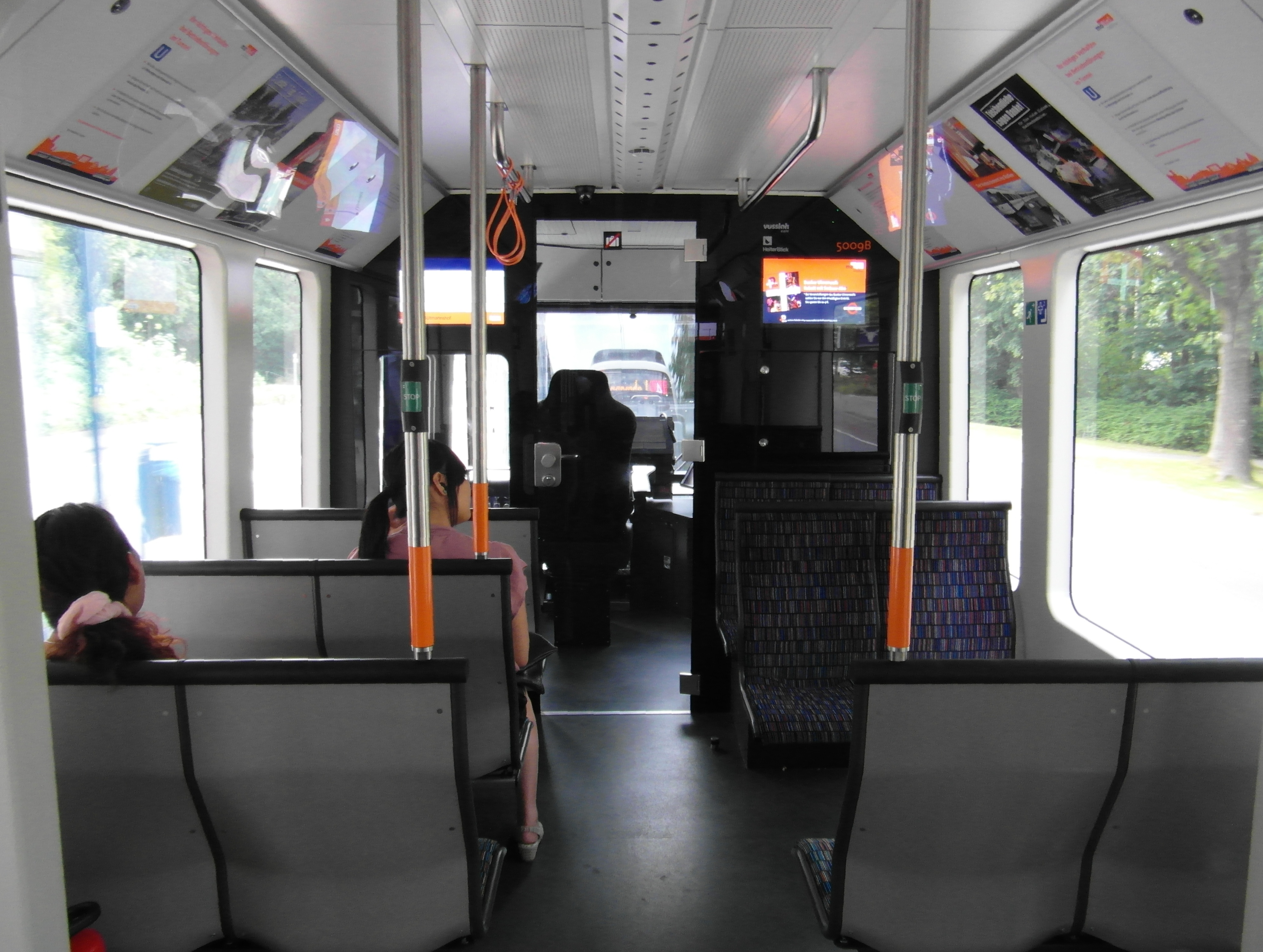
車内（運転台側）
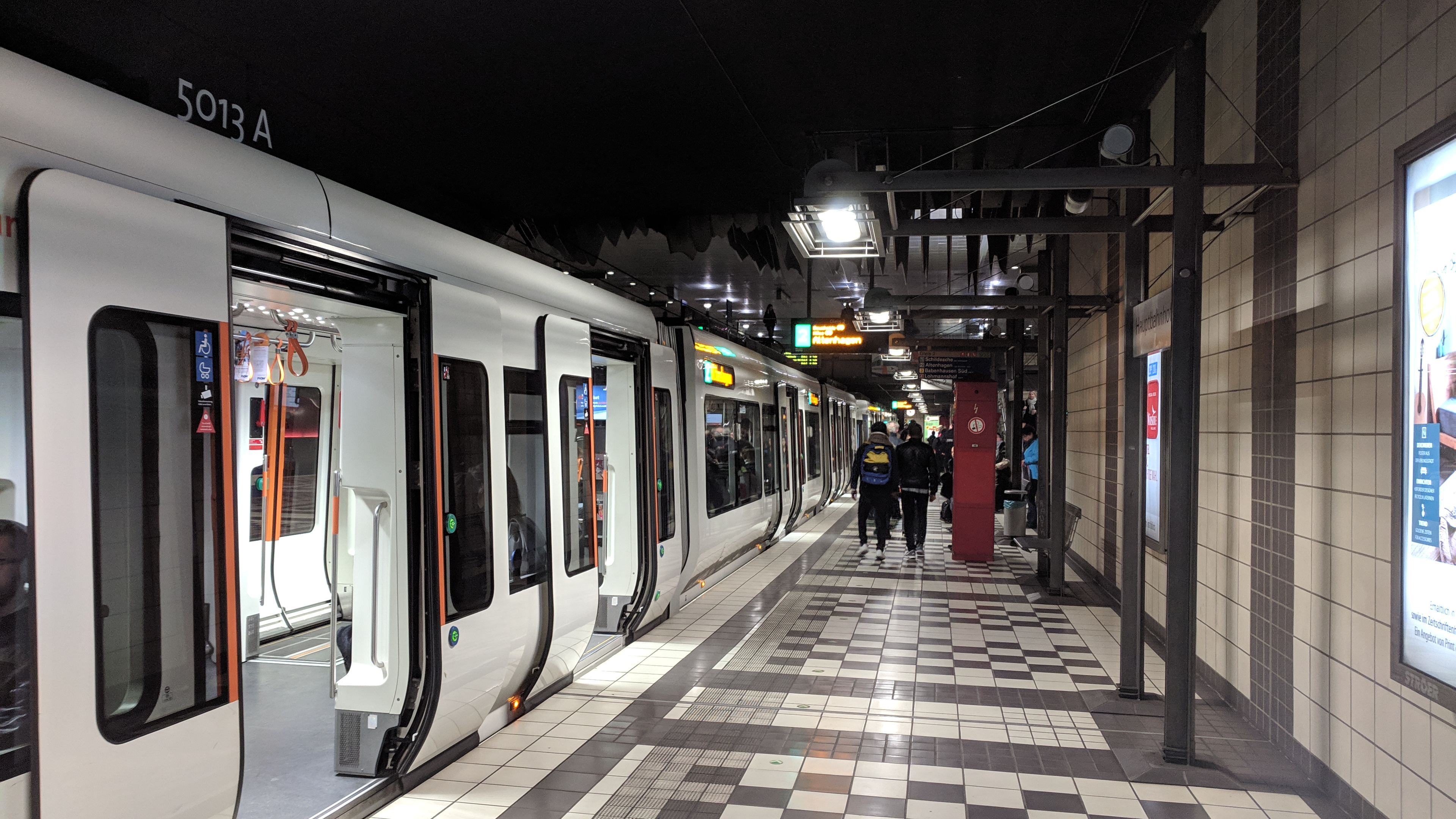
地下駅（高床式プラットホーム）停車時

### "SparrenExpress"

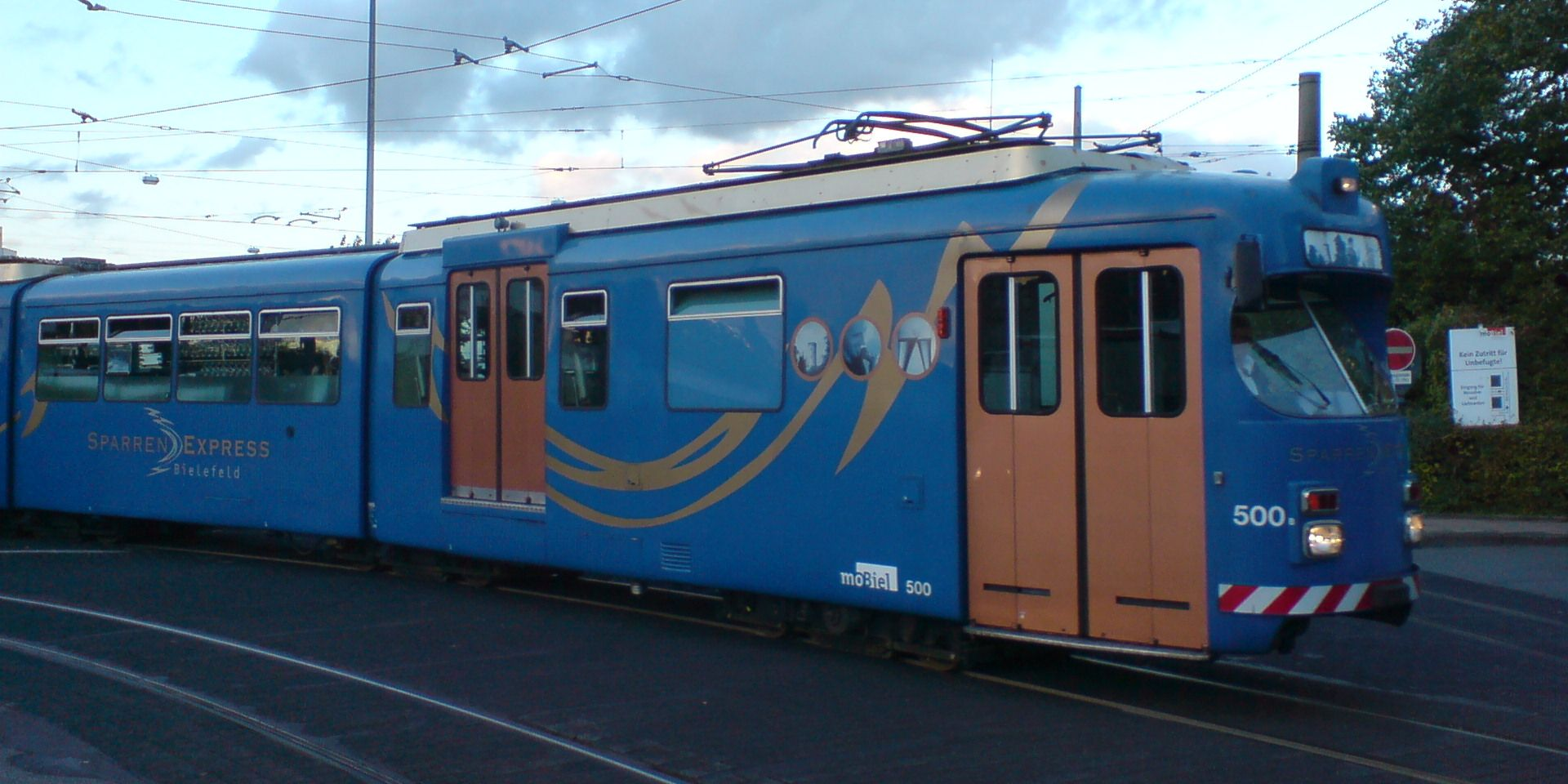
"SparrenExpress"（2代目）

ビーレフェルト・シュタットバーンでは、市電時代の1978年からイベントやツアー、臨時列車などに用いられる特別車両・SparrenExpressを所有している。
- 初代（TW779） - 2軸車2両とフローティング車体を組み合わせる形で1963年に作られた3車体連接車のうち1両を1978年に改造した車両。塗装は他車と同様であったが車内は大幅に改造され、バーカウンターの設置や座席の変更、窓のカーテンの追加などが実施された。団体輸送に用いられたが、1986年に火災で焼失しそのまま廃車となった[26]。
- 2代目（500） - シュタットバーン化により引退したデュワグ製の3車体連接車・GT8形に対し、1999年に大規模改造を施した車両。車内にバーカウンターやダンスホール、トイレが設置され、乗降扉の一部が高床式プラットホームに対応可能なよう改造された。団体客の輸送に加え、年に数度、20時から翌日0時までビーレフェルト・シュタットバーンの各路線を走り、車内でドリンクや音楽が提供される臨時列車"Rollende Kneipentour"に使用される[26][29]。

| 改造年       | 車種        | 軌間     | 編成        | 備考・参考   |
| ------------ | ----------- | -------- | ----------- | ------------ |
| 1999         | 500 (2代目) | 1,000mm  | 3車体連接車 | [ 3 ] [ 26 ] |
| 1999         | 500 (2代目) | 全長     | 全幅        | 全高         |
| 1999         | 500 (2代目) | 25,750mm | 2,200mm     | 3,185mm      |
| 設計最高速度 | 重量        | 着席定員 | 立席定員    | 出力         |
| 50km/h       | 28.15t      | 28人     | 22人        | 110kw×2基    |

### "OldtimerBahn"

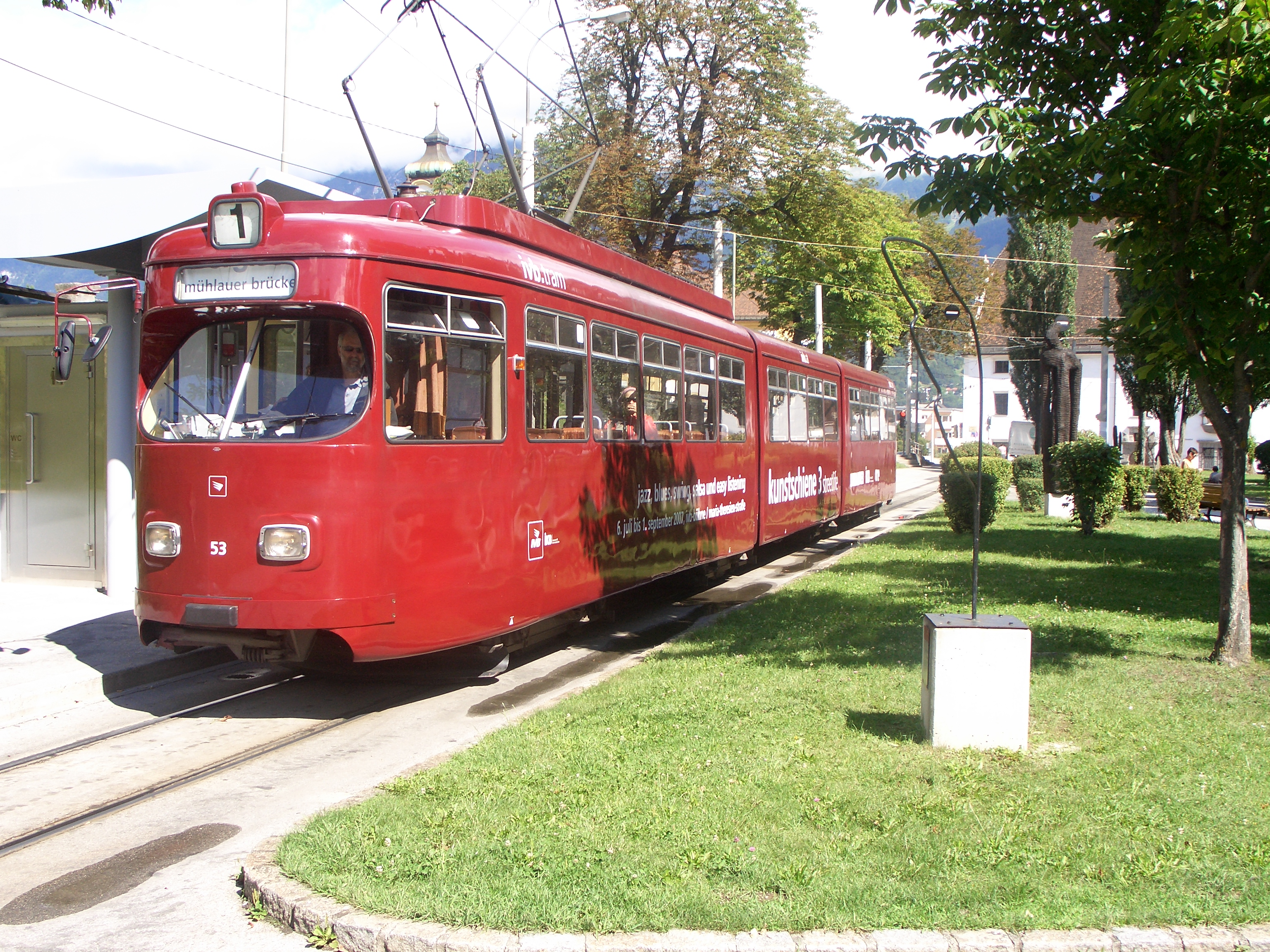
インスブルック市電時代の814（2007年撮影）

シュタットバーン化以前の主力車両であったデュワグ製の連接車（デュワグカー）のうち、1962年に2車体連接車（GT6）として製造された244は、利用客増加を受けて1975年に3車体連接車（GT8）・814に改造され、シュタットバーン化に伴う市内中心部の地下化・プラットホームの高床化を受けて1981年にオーストリアのインスブルック市電へ譲渡された。その後は長期間に渡って同路線で使用されたが、超低床電車の導入に伴い余剰となり、2008年のUEFA欧州選手権における臨時列車を最後に営業運転から退いた。
同年7月14日、moBielは歴史的な車両としてこの3車体連接車を買い戻し、シュタットバーンでの走行に合わせた改良に着手した。直流750 Vの架線電圧に対応できるよう駆動装置や制動装置を変更した他、車内にはガイド用の音声案内装置が搭載され、優先信号機の操作や無線通信用の情報システム（IBISシステム）も設置された。"OldtimerBahn"と言う愛称が付けられたこの車両は、2011年8月21日から毎月第3日曜日にSieker - Senne間で定期的な保存運転を行っている。営業開始当初はインスブルック市電時代の濃い赤を基調とした塗装で運用されていたが、2020年現在はビーレフェルト市電時代の塗装に復元されている。
| 製造年       | 車両番号 | 軌間     | 編成        | 備考・参考 |
| ------------ | -------- | -------- | ----------- | ---------- |
| 1962         | 814      | 1,000mm  | 3車体連接車 | [ 3 ]      |
| 1962         | 814      | 全長     | 全幅        | 全高       |
| 1962         | 814      | 25,645mm | 2,200mm     | 3,185mm    |
| 設計最高速度 | 重量     | 着席定員 | 立席定員    | 出力       |
| 60km/h       | 27.3t    | 56人     | 91人        | 110kw×2基  |

### 事業用車

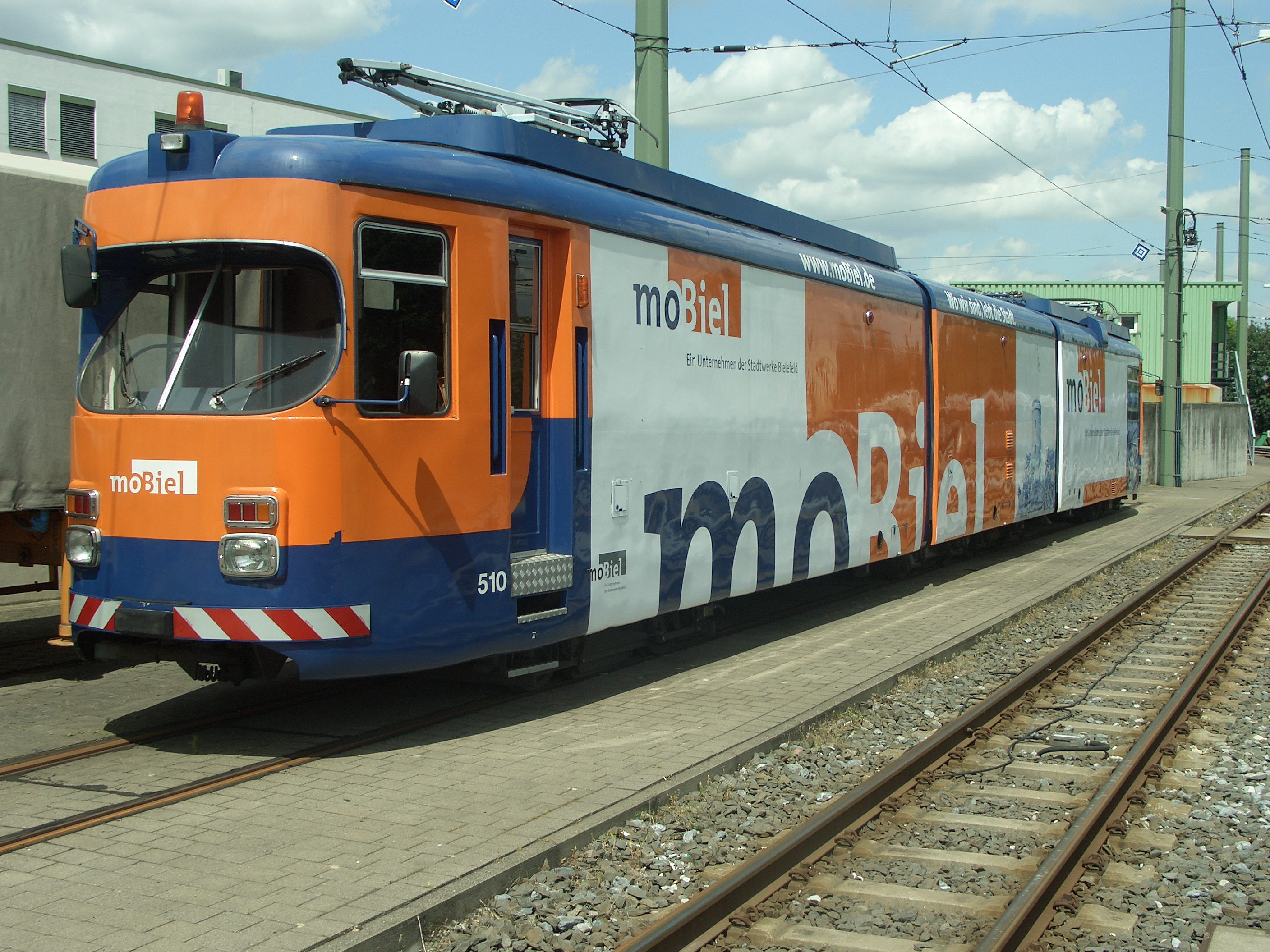
レール削正車

ビーレフェルト・シュタットバーンには軌道検測車やレール輸送用の長物車、バラストを運ぶホッパ車、トラック改造のレール清掃車や高所作業車など多数の事業用車が在籍するが、その中でレール削正車はシュタットバーン化まで営業運転に使用されていたGT8形（1960年製）を1990年に改造した車両である。
| 改造年 | 車種         | 軌間         | 編成        | 備考・参考           |
| ------ | ------------ | ------------ | ----------- | -------------------- |
| 1990   | レール削正車 | 1,000mm      | 3車体連接車 | [ 3 ]                |
| 1990   | レール削正車 | 全長         | 全幅        | 全高                 |
| 1990   | レール削正車 | 26,000mm     | 2,200mm     | 3,580mm (集電装置含) |
| 1990   | レール削正車 | 設計最高速度 | 重量        | 出力                 |
| 1990   | レール削正車 | 60km/h       | 34.85t      | 110kw×4基            |